# La Tour-d'Aigues
La Tour-d'Aigues est une commune française située dans le département du Vaucluse, en région Provence-Alpes-Côte d'Azur.
Ses habitants sont appelés les Tourains.
Coincée entre le Grand Luberon et la Durance, La Tour-d'Aigues est la capitale du pays d'Aigues.

## Géographie

### Localisation
Au sud du Grand Luberon, à 5 km de Pertuis, c'est la capitale du Pays d'Aigues, vallée s'étendant de la Durance au Mourre Nègre, et de Lourmarin aux collines de Beaumont-de-Pertuis.
Les communes limitrophes sont Saint-Martin-de-la-Brasque, Ansouis, La Bastidonne, Grambois, Mirabeau, La Motte-d'Aigues et Pertuis.

### Voies de communication

#### Voies routières
La route départementale 956 traverse la commune du sud-ouest (Pertuis) au nord-est (Grambois) et constitue l'axe routier principal. L'on retrouve aussi les routes départementales 91 et 120 au nord et à l'ouest du bourg, puis 165, 135 et 246 au sud-est.
La route départementale 973 traverse la commune à l'est entre la Bastidonne et Mirabeau.

#### Transports en commun
- Transport en Provence-Alpes-Côte d'Azur

La commune est desservie par une ligne régulière de cars de TransVaucluse 17.1 sur le trajet Aix-en-Provence - Pertuis - Cabrières-d'Aigues.
La commune bénéficie de transports scolaires du conseil général pour acheminer les élèves au lycée Val-de-Durance de Pertuis.
Gare à Pertuis vers Aix-en-Provence et Marseille.
Gares TGV à Aix-TGV Arbois (35 min) ou Avignon-TGV (1 h 15).
En fonction des destinations, il existe plusieurs aéroports.
Distance des grandes villes françaises
L'orientation et la localisation de La Tour-d'Aigues par rapport à quelques grandes villes françaises sont données dans le tableau suivant. Distance à vol d'oiseau :
| Ville                | Marseille | Montpellier  | Nice         | Lyon       | Toulouse   | Bordeaux   | Strasbourg   | Paris      | Nantes       | Rennes       | Lille      |
| Distance Orientation | 50 km (S) | 135 km (S-O) | 138 km (S-E) | 233 km (N) | 331 km (O) | 505 km (O) | 567 km (N-E) | 623 km (N) | 679 km (N-O) | 741 km (N-0) | 791 km (N) |

#### Services autocars
Le village est desservi par deux lignes régionales, 923 et 983.

### Relief

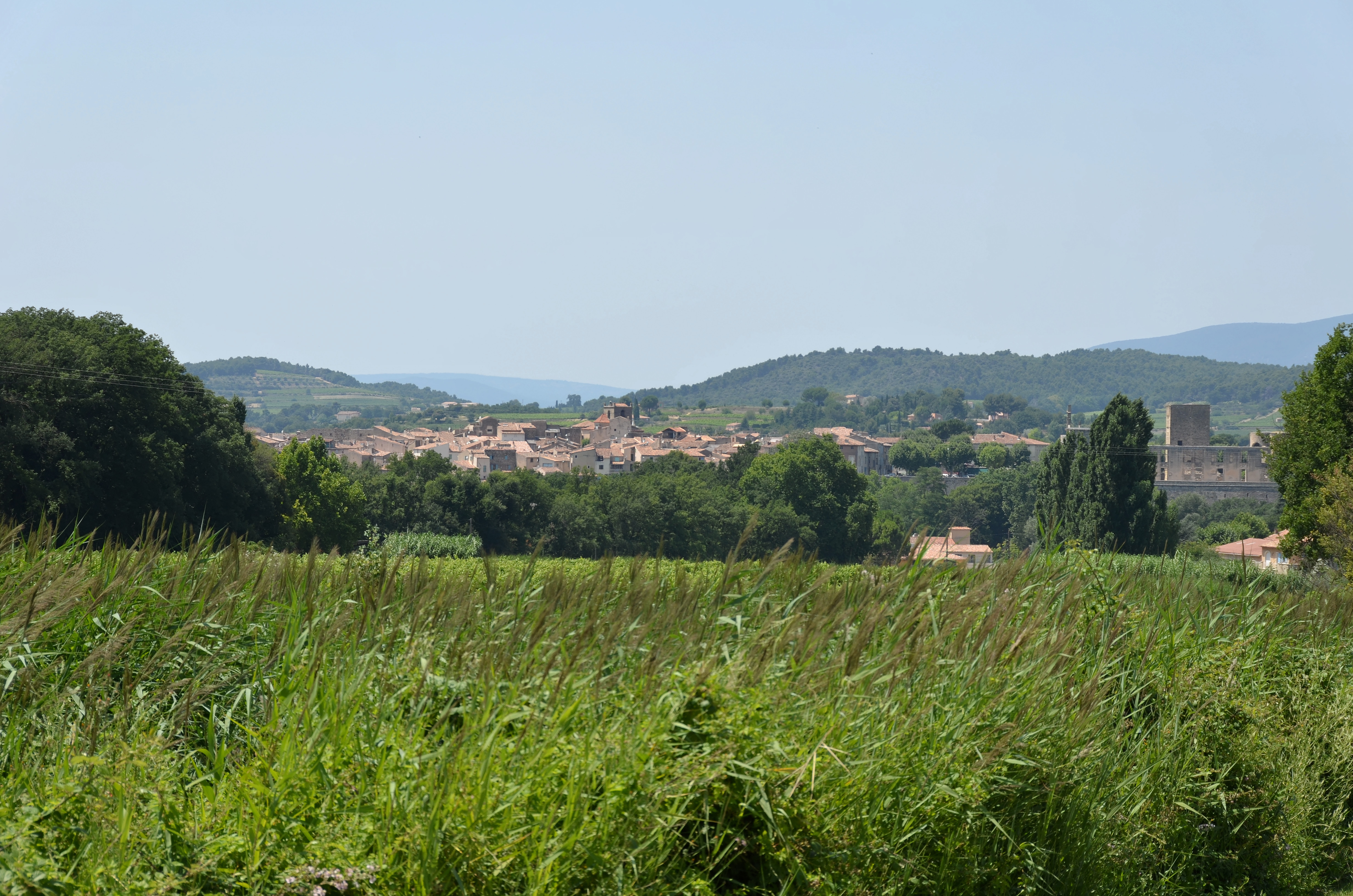
Vue de La Tour-d'Aigues depuis la D 246.

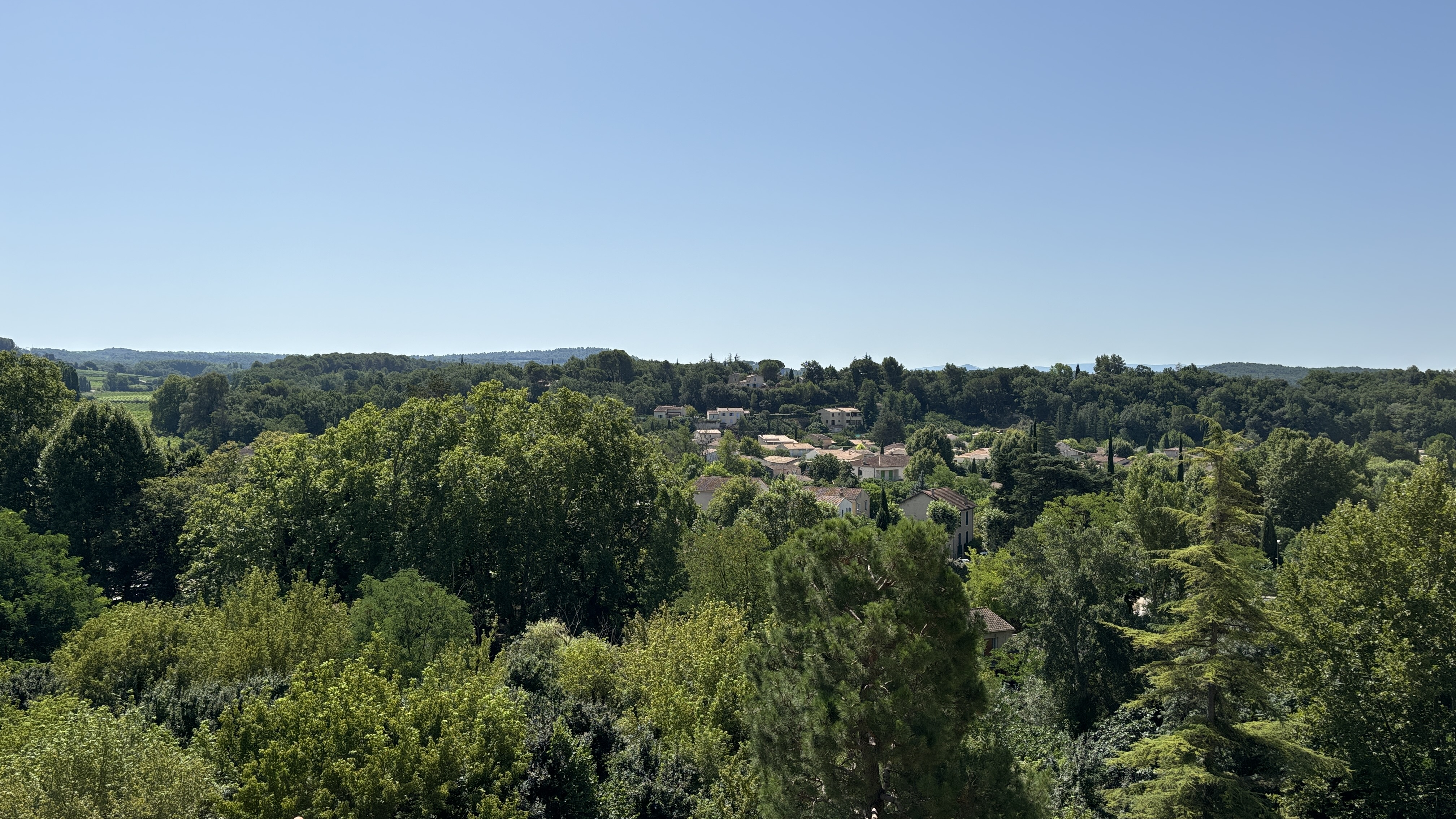
Panorama depuis la place du château.

Le territoire est un ensemble de collines et vallons avec une augmentation des écarts du relief à l'est et au nord.
Le village se situe à 270 mètres d'altitude moyenne, mais à d'autres endroits de la commune, les collines qui entourent le village sont assez hautes : la Turquerie 447 mètres, Bellair 377 mètres, la Gassaude 443 mètres ou la Bourguette 368 mètres.

### Géologie
Le versant sud du massif du Luberon, qui correspond au Pays d'Aigues dans sa partie orientale, est essentiellement composé de marnes, galets et calcaires du Miocène.

### Sismicité
Les cantons de Bonnieux, Apt, Cadenet, Cavaillon, et Pertuis sont classés en zone Ib (risque faible). Tous les autres cantons du département de Vaucluse sont classés en zone Ia (risque très faible). Ce zonage correspond à une sismicité ne se traduisant qu'exceptionnellement par la destruction de bâtiments.
- Tableau des tremblements de terre remarquables.[4]

| Année                     | Description des dégâts                                                        | Éventuelle évaluation de l'intensité | Épicentre                       |
| ------------------------- | ----------------------------------------------------------------------------- | ------------------------------------ | ------------------------------- |
| 13 décembre 1509          | Dégâts inconnus                                                               | 5,5 échelle de Richter               | inconnu                         |
| 24 avril 1535             | effondrement des voûtes de l'église plusieurs maisons effondrées ou lézardées | évaluation impossible                | inconnu                         |
| 24 avril 1708             | quelques dégâts                                                               | 5,5                                  | Manosque                        |
| 19 mars 1812              | quelques maisons écroulées.                                                   | 5                                    | Beaumont-de-Pertuis             |
| 24 février 1818 (10 h 10) | Pas de dégâts.                                                                | 2-3                                  | Aix-en-Provence                 |
| 11 juin 1909              | Dommages causés aux édifices publics et privés.                               | 6,2                                  | Lambesc                         |
| 1994                      | Les secousses sont ressenties par les habitants, fissures                     | faible                               | Beaumont-de-Pertuis et environs |

### Hydrographie et eaux souterraines
La commune est traversée par la rivière de l'Èze. Cette rivière, qui borde le village, a joué un rôle important dans le développement de la commune ainsi que ses petits affluents l'Ourgouze, le Riou, les Mays, le Cayoux, le Thor et le Lauron...
La Durance borde la commune au sud et sert de limite naturelle entre le Vaucluse et les Bouches-du-Rhône. C'est une rivière dite « capricieuse » et autrefois redoutée pour ses crues (elle était appelée le 3e fléau de la Provence) aussi bien que pour ses étiages, la Durance est une rivière à la fois alpine et méditerranéenne à la morphologie bien particulière.
La commune a connu de 1986 à 1994 neuf inondations et coulées de boue (dont deux à deux jours d'intervalle en 1987), ainsi qu'une grosse tempête qui ont été reconnues catastrophes naturelles avec publication d'un arrêté de reconnaissance de catastrophe naturelle publiés au Journal Officiel.
| Type de catastrophe            | Début             | Fin               | Arrêté           | Parution au J.O. |
| ------------------------------ | ----------------- | ----------------- | ---------------- | ---------------- |
| Tempête                        | 6 novembre 1982   | 10 novembre 1982  | 30 novembre 1982 | 2 décembre 1982  |
| Inondations et coulées de boue | 26 août 1986      | 26 août 1986      | 17 octobre 1986  | 20 novembre 1986 |
| Inondations et coulées de boue | 23 août 1987      | 24 août 1987      | 2 décembre 1987  | 16 janvier 1988  |
| Inondations et coulées de boue | 26 août 1987      | 27 août 1987      | 2 décembre 1987  | 16 janvier 1988  |
| Inondations et coulées de boue | 7 avril 1988      | 7 avril 1988      | 7 octobre 1988   | 23 octobre 1988  |
| Inondations et coulées de boue | 24 mai 1990       | 24 mai 1990       | 7 décembre 1990  | 19 décembre 1990 |
| Inondations et coulées de boue | 21 septembre 1992 | 23 septembre 1992 | 19 mars 1993     | 28 mars 1993     |
| Inondations et coulées de boue | 22 septembre 1993 | 24 septembre 1993 | 11 octobre 1993  | 12 octobre 1993  |
| Inondations et coulées de boue | 6 janvier 1994    | 12 janvier 1994   | 26 janvier 1994  | 10 février 1994  |
| Inondations et coulées de boue | 4 novembre 1994   | 6 novembre 1994   | 21 novembre 1994 | 25 novembre 1994 |

### Climat
Pour des articles plus généraux, voir Climat de Provence-Alpes-Côte d'Azur et Climat de Vaucluse.
En 2010, le climat de la commune est de type climat méditerranéen franc, selon une étude du Centre national de la recherche scientifique s'appuyant sur une série de données couvrant la période 1971-2000. En 2020, Météo-France publie une typologie des climats de la France métropolitaine dans laquelle la commune est exposée à un climat méditerranéen et est dans la région climatique  Provence, Languedoc-Roussillon, caractérisée par une pluviométrie faible en été, un très bon ensoleillement (2 600 h/an), un été chaud (21,5 °C), un air très sec en été, sec en toutes saisons, des vents forts (fréquence de 40 à 50 % de vents > 5 m/s) et peu de brouillards.
Pour la période 1971-2000, la température annuelle moyenne est de 13,5 °C, avec une amplitude thermique annuelle de 16,8 °C. Le cumul annuel moyen de précipitations est de 690 mm, avec 5,9 jours de précipitations en janvier et 2,6 jours en juillet. Pour la période 1991-2020, la température moyenne annuelle observée sur la station météorologique de Météo-France la plus proche, « Sannes », sur la commune de Sannes à 6 km à vol d'oiseau, est de 13,5 °C et le cumul annuel moyen de précipitations est de 692,8 mm. 
La température maximale relevée sur cette station est de 42,3 °C, atteinte le 28 juin 2019 ; la température minimale est de −14,5 °C, atteinte le 30 décembre 1996,,.
Les paramètres climatiques de la commune ont été estimés pour le milieu du siècle (2041-2070) selon différents scénarios d'émission de gaz à effet de serre à partir des nouvelles projections climatiques de référence DRIAS-2020. Ils sont consultables sur un site dédié publié par Météo-France en novembre 2022.

## Urbanisme

### Typologie
Au 1er janvier 2024, La Tour-d'Aigues est catégorisée bourg rural, selon la nouvelle grille communale de densité à sept niveaux définie par l'Insee en 2022.
Elle appartient à l'unité urbaine de La Tour-d'Aigues, une agglomération intra-départementale regroupant deux  communes, dont elle est ville-centre,,. Par ailleurs la commune fait partie de l'aire d'attraction de Marseille - Aix-en-Provence, dont elle est une commune de la couronne,. Cette aire, qui regroupe 115 communes, est catégorisée dans les aires de 700 000 habitants ou plus (hors Paris),.

### Occupation des sols
L'occupation des sols de la commune, telle qu'elle ressort de la base de données européenne d’occupation biophysique des sols Corine Land Cover (CLC), est marquée par l'importance des territoires agricoles (67,6 % en 2018), en diminution par rapport à 1990 (68,5 %). La répartition détaillée en 2018 est la suivante : 
cultures permanentes (59,2 %), forêts (17,8 %), espaces ouverts, sans ou avec peu de végétation (7,5 %), zones urbanisées (4,3 %), zones agricoles hétérogènes (4,3 %), terres arables (4,2 %), milieux à végétation arbustive et/ou herbacée (2,7 %). L'évolution de l’occupation des sols de la commune et de ses infrastructures peut être observée sur les différentes représentations cartographiques du territoire : la carte de Cassini (XVIIIe siècle), la carte d'état-major (1820-1866) et les cartes ou photos aériennes de l'IGN pour la période actuelle (1950 à aujourd'hui).

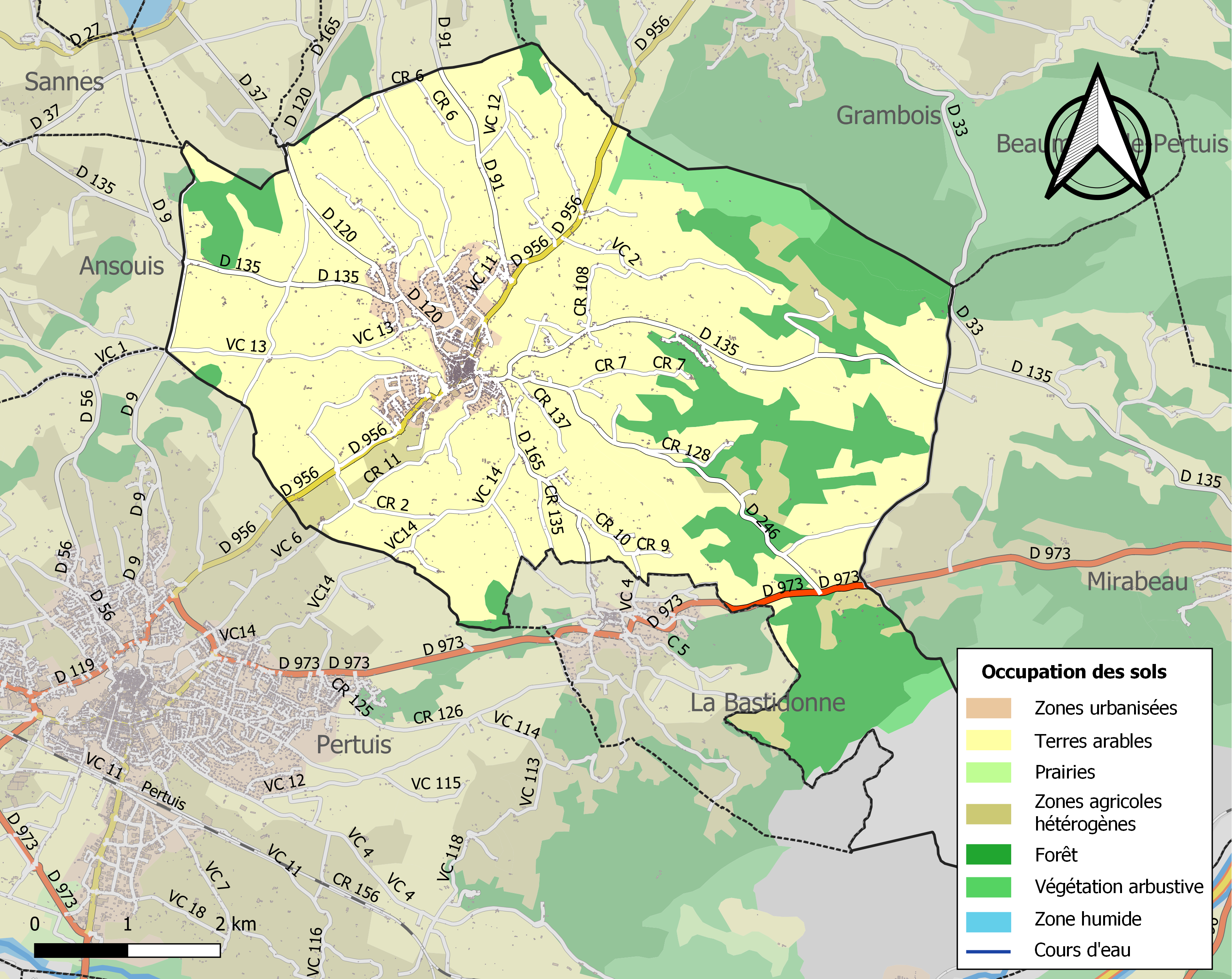
Carte des infrastructures et de l'occupation des sols de la commune en 2018 (CLC).

### Morphologie urbaine

#### Répartition des sols
La répartition des sols de la commune est la suivante (donnée pour un total de) :
| Type d'occupation | Pourcentage | Superficie (en hectares) |
| ----------------- | ----------- | ------------------------ |
| Zones urbaines    | 4,53 %      | 188,90                   |
| Zones agricoles   | 64,85 %     | 2 702,68                 |
| Zones naturelles  | 30,46 %     | 1 269,31                 |
| Total             | 100 %       | 4 167,72                 |

Les zones naturelles sont principalement formées par les forêts méditerranéennes couvrant le petit Luberon. Les zones agricoles sont formées de vergers de fruitiers (oliviers, amandiers, etc), des champs de lavandin et des vignes (AOC côtes-du-luberon).

### Logement
La Tour-d'Aigues comptait 1 865 logements en 2007 (1 808 en 1999). Les constructions anciennes, mais également neuves, sont bien plus présentes que la moyenne française : en 2007, 17,9 % des résidences principales dataient de 1990 et plus contre 16,5 % en France et 29,4 % furent construites entre 1975 et 1989.
Les résidences principales représentent 1 558 logements, soit 83,5 % du parc, réparties à 81,2 % en maisons individuelles (85,8 % en 1999) et à 18,4 % en appartements (10,7 % en 1999) (respectivement 56,1 % et 42,4 % en France métropolitaine). Les propriétaires de leurs logements constituent 67,0 % des habitants, contre 28,9 % qui ne sont que locataires (respectivement 57,4 % et 39,8 % en France métropolitaine).

### Type d'habitat

#### Maison en hauteur
Ce type de maison est assez généralisé dans le centre-ville. Fernand Benoit explique que « son originalité consiste à placer les bêtes en bas, les hommes au-dessus », suivant une tradition méditerranéenne. La maison en hauteur se subdivise en une étable-remise au rez-de-chaussée, un logement sur un ou deux étages, un grenier dans les combles. Elle était le type de maison réservée aux paysans villageois qui n'avaient que peu de bétail à loger, étant impossible dans un local aussi exigu de faire tenir des chevaux et un attelage. L'édification de ces maisons date pour la plupart du XVIe siècle, période où les guerres de Religion imposèrent de se retrancher derrière les fortifications du village. Les guerres finies, il y eut un mouvement de sortie pour établir dans la périphérie de l'agglomération des « maisons à terre », plus aptes à recevoir des bâtiments annexes.
En effet, ce type d'habitation, regroupant gens et bêtes dans un village, ne pouvait que rester figé, toute extension lui étant interdite sauf en hauteur. Leur architecture est donc caractéristique : une façade étroite à une ou deux fenêtres, et une élévation ne pouvant dépasser quatre à cinq étages, grenier compris avec sa poulie extérieure pour hisser le fourrage. Actuellement, les seules transformations possibles - ces maisons ayant perdu leur statut agricole - sont d'installer un garage au rez-de-chaussée et de créer de nouvelles chambres au grenier. Pour celles qui ont été restaurées avec goût, on accède toujours à l'étage d'habitation par un escalier accolé à la façade.
La présence de terrasses ou balcons était une constante. La terrasse servait, en priorité, au séchage des fruits et légumes suspendus à un fil de fer. Elle était appelée trihard quand elle accueillait une treille qui recouvrait une pergola rustique. Quand elle formait loggia, des colonnettes soutenant un auvent recouvert de tuiles, elle était nommée galarié ou souleriè.

#### Maison à terre
Compartimenté dans le sens de la longueur, ce type de maison représente un stade d'évolution plus avancé que la « maison en hauteur ». Il est caractéristique de l'habitat dispersé qui se retrouve dans la basse vallée du Rhône, dans celle de la Durance et plus ponctuellement dans les vallées annexes comme celle du Calavon. C'est l'habitation traditionnelle des pays de « riche culture ».
Ce type de maison est divisé en deux parties très distinctes dans le sens de la longueur. Le rez-de-chaussée est occupé par une salle commune dans laquelle est intégrée la cuisine. Très souvent se trouve à l'arrière un cellier contenant la réserve de vin et une chambre. Un étroit couloir, qui permet d'accéder à l'étage, sépare cet ensemble de la seconde partie réservée aux bêtes. Celle-ci se compose, dans la plupart des cas, d'une remise qui peut servir d'écurie et d'une étable. L'étage est réservé aux chambres et au grenier à foin qui correspond par une trombe avec l'étable et l'écurie.
La construction d'un tel ensemble étant étalée dans le temps, il n'y avait aucune conception architecturale préétablie. Chaque propriétaire agissait selon ses nécessités et dans l'ordre de ses priorités. Ce qui permet de voir aujourd'hui l'hétérogénéité de chaque ensemble où les toitures de chaque bâtiments se chevauchent généralement en dégradé.
À cet ensemble, s'ajoutaient des annexes. Une des principales était la tour du pigeonnier, mais la maison se prolongeait aussi d'une soue à cochons, d'une lapinière, d'un poulailler et d'une bergerie.
Le pigeonnier devint, après la Révolution, la partie emblématique de ce type d'habitat puisque sa construction signifiait la fin des droits seigneuriaux, celui-ci étant jusqu'alors réservé aux seules maisons nobles. Il était soit directement accolé à la maison, mais aussi indépendant d'elle. Toujours de dimension considérable, puisqu'il était censé ennoblir l'habitat, il s'élevait sur deux étages, le dernier étant seul réservé aux pigeons. Pour protéger ceux-ci d'une invasion de rongeurs, son accès était toujours protégé par un revêtement de carreaux vernissés qui les empêchait d'accéder à l'intérieur.

## Toponymie
Perchée sur un mamelon au bord de la rivière d'Èze, La Tour-d'Aigues doit son nom à une fortification médiévale établie au XIe siècle. Une de ses graphies du XIIIe siècle, Turre de Aquis, lie ce toponyme au Pagus Aquensis, de l'antique Aquæ Sextiæ (Aix-en-Provence).

## Histoire

### Préhistoire et Antiquité
Deux stations néolithiques ont été fouillées sur le territoire de la commune. Celle du Rougas a permis d'exhumer haches et herminettes, quant à celle de la Gassaude, outre un matériel lithique identique, elle a livré une hache de bronze. Cette faible présence préhistorique se confirme lors de la colonisation romaine. Seul un autel votif, en marbre blanc, dédié à Mars Belado, permet d'indiquer la présence d'un lieu de culte.

### Moyen Âge

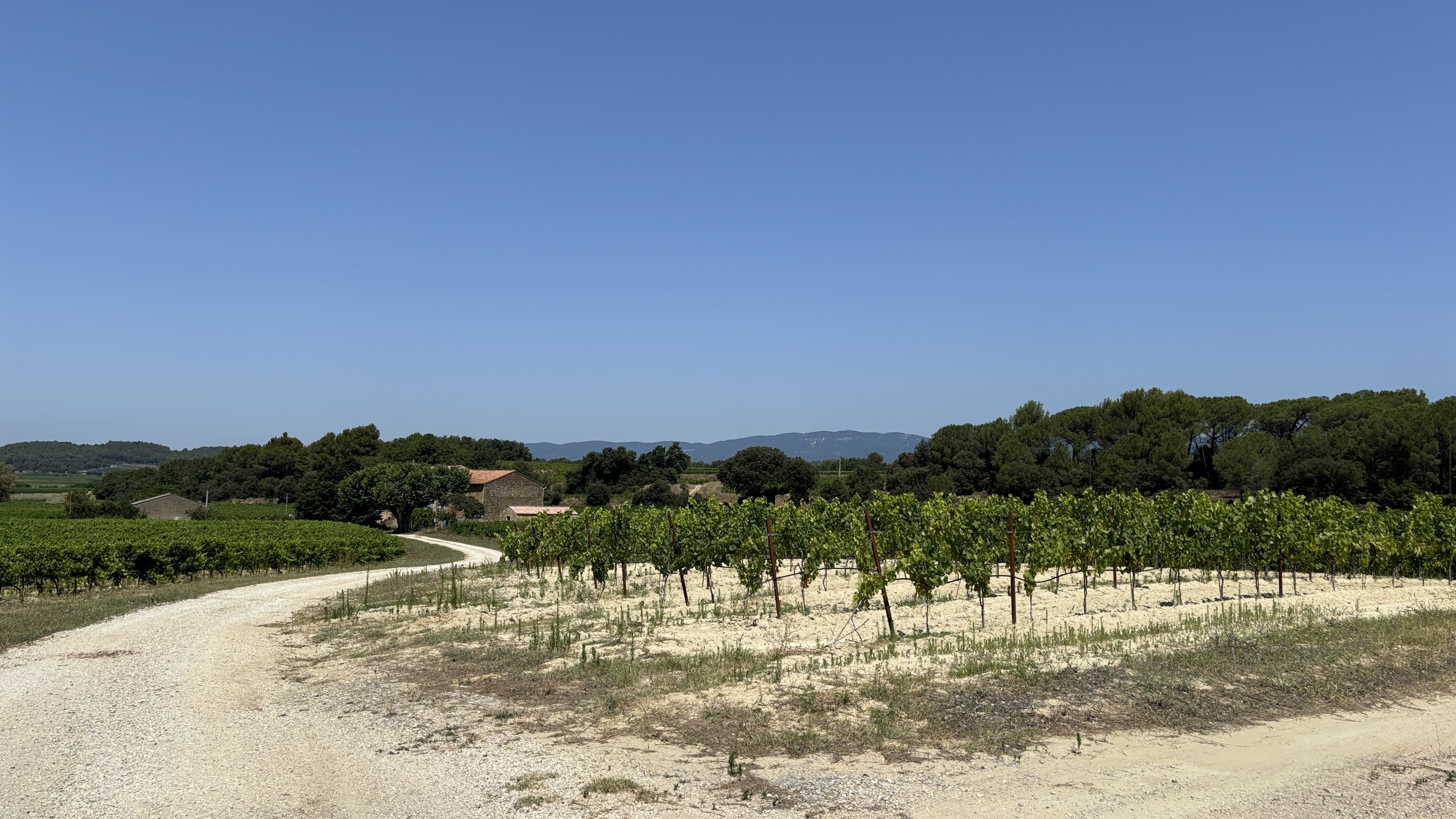
Lieu-dit Le Tourel

C'est en 1002 puis en 1018 que l’on trouve les plus anciennes mentions d’une « Turris ». Ce nom est confirmé au cours du XIIIe siècle puisqu'en 1253 apparaissent el castell de la Turre de Aquis et in Castro de Turri.
Ce lieu, possession de comtes de Forcalquier, passa ensuite par mariage à la maison de Sabran, vers la fin du XIIe siècle, puis aux Agoult en 1410. Du XIIe siècle au milieu du XIVe, l’abbaye Saint-André de Villeneuve-lès-Avignon possédait une église rurale, qui fut église paroissiale et prieuré.
Le bourg ne résista pas aux assauts de Raymond VIII de Turenne, en 1390 et fut en partie détruit. Ce revers plus les épidémies vida le bourg de sa population. Cette crise profita en particulier à Fouquet d'Agoult qui ajouta à son territoire le Tourel, La Bastidonne, Saint-Martin-de-la-Brasque et Cabrières-d'Aigues.
Ermenganus de Sabran, viguier de Marseille (1337), damoiseau était originaire de La Tour-d'Aigues et seigneur de ce lieu. Le chevalier Guillaume de Sabran, viguier de Marseille (1331), le fut tout autant. Guillaume avait l'esprit retors, car le roi dut faire demander à son sénéchal, en 1341 et 1342, de mettre fin à ses excès et à ceux qui le suivaient.
Les templiers possédaient une maison à La Tour-d'Aigues, établissement secondaire qui dépendait d’une commanderie.

### Renaissance

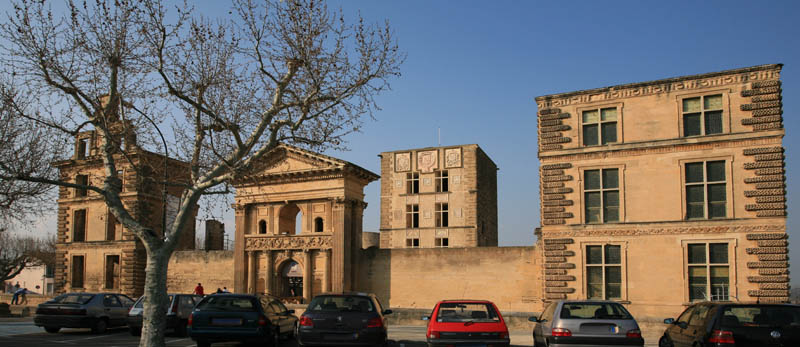
Vue générale du château.

Raymond d'Agoult, fils de Fouquet d'Agoult étant mort sans postérité mâle en 1503, ses biens passèrent à la branche féminine de cette famille. Sa sœur Jeanne épouse Antoine de Bolliers, vicomte de Reillanne, et noble de Centallo. Il fit venir des paysans de ses fiefs du Piémont pour mettre les terres en valeur. Leur fils françois épouse Mérite de Trivulce, elle aussi originaire du Piémont, qui deviendra la célèbre "Dame de Cental" au moment du massacre de Mérindol, « bonne pour ses sujets, fière et forte face au Parlement de Provence et à Maynier d'Oppède en particulier ».
Le fief passa aux Agoult de Sault en 1584. Il fut ensuite en possession des Lesdiguières, puis d'un éphémère Villeroy en 1617 et enfin des Bruny en 1719, riches négociants marseillais, mais peu aimés des habitants.
La peste arriva en Pays d'Aigues, en 1630 / 1631, et ravagea la commune.

### Période moderne

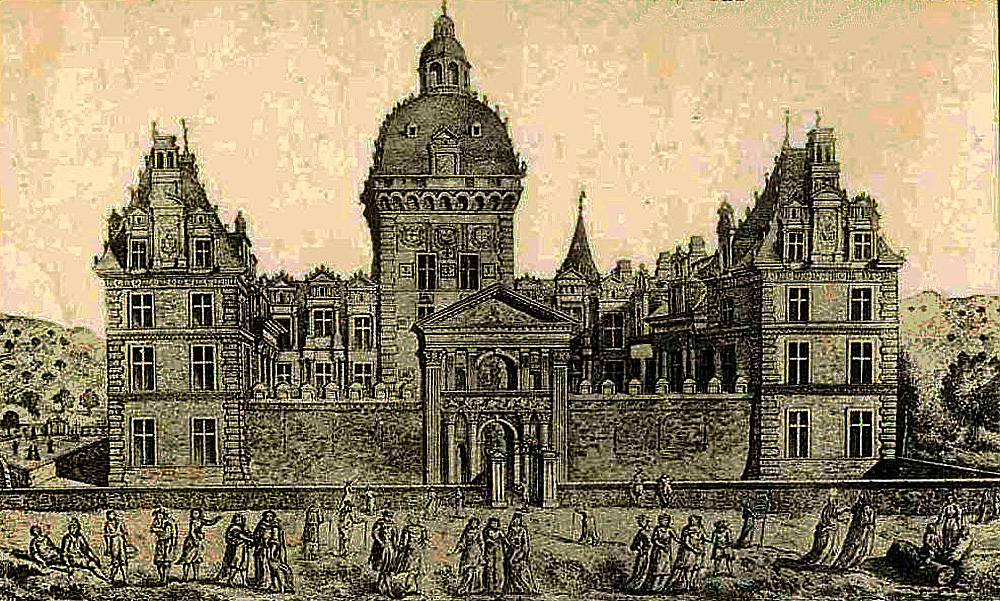
Gravure du château avant l'incendie de 1780.

Les Villeroy, ruinés, furent contraints de revendre le château Renaissance qu'avait fait construire Nicolas de Bolliers en 1550. Ce fut Jean-Baptiste Bruny, issu de la noblesse de blouse marseillaise, qui se porta acquéreur. Son petit-fils, Jérôme Bruny, président à mortier du Parlement, le transforma en un véritable musée que Darluc décrit dans son Histoire naturelle de la Provence en 1750 :

« Tout curieux, tout amateur qui vient en Provence, doit passer par La Tour-d'Aigues et voir ce château qui égale les plus somptueux édifices. Ses eaux, son parc, ses jardins, en font un des séjours les plus agréables de la province ; on le prendrait pour une maison royale. »

Ce musée abrite en outre la collection conchyliologique de Antoine Joseph Dezallie.
Le 12 août 1793 fut créé le département de Vaucluse, constitué des districts d'Avignon et de Carpentras, mais aussi de ceux d'Apt et d'Orange, qui appartenaient aux Bouches-du-Rhône, ainsi que du canton de Sault, qui appartenait aux Basses-Alpes. De 1793 à 1801, La Tour-d'Aigues fut chef-lieu de canton comprenant également La Bastidonne, Mirabeau, Peypin-d'Aigues et Saint-Martin-de-la-Brasque.

### Période contemporaine

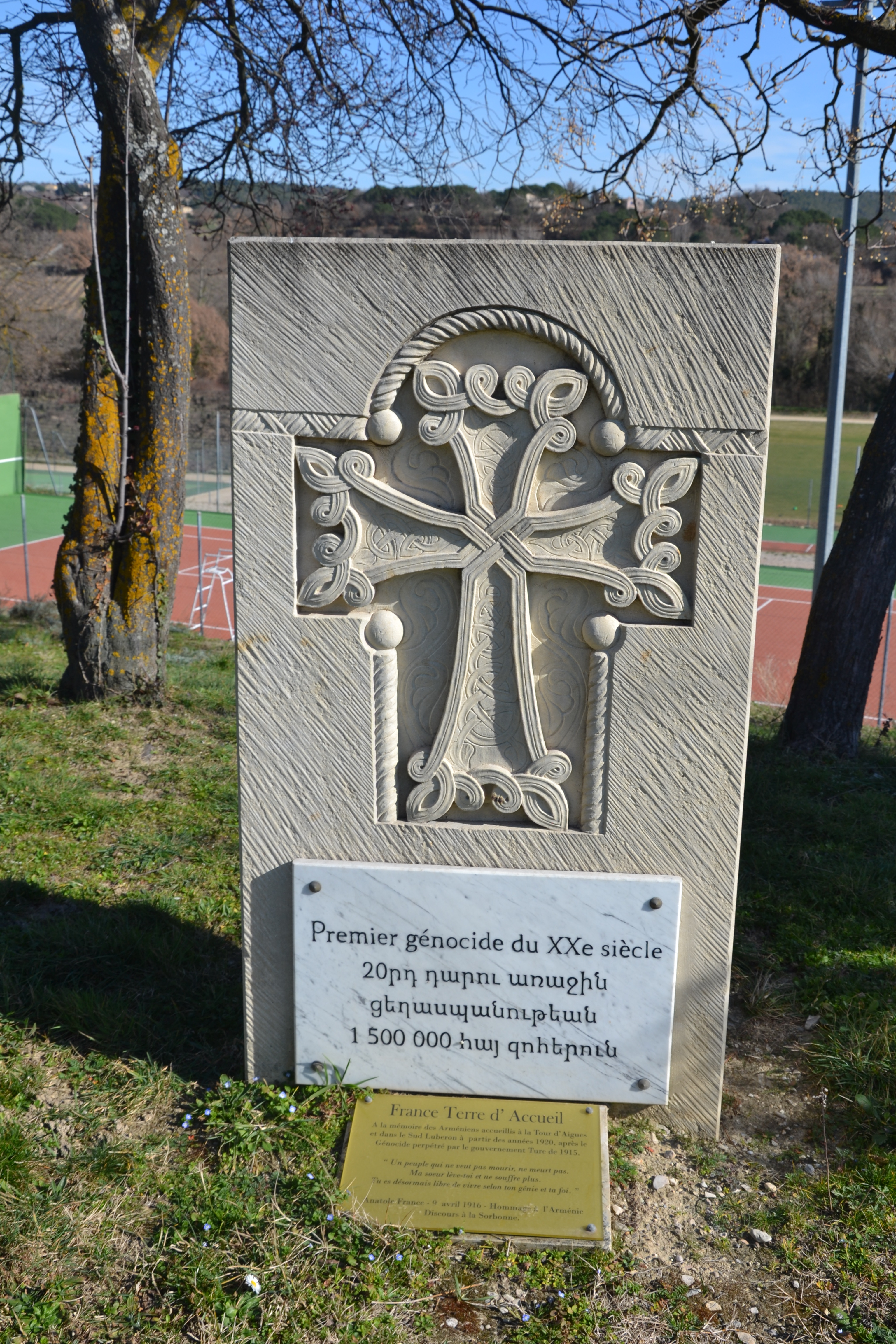
Stèle « Premier génocide du XXe siècle », à la mémoire des arméniens accueillis à La Tour-d'Aigues à partir des années 1920, à la suite du génocide de 1915.

Créé en 1966, par Amédée Giniès, une Union des caves coopératives du Luberon, le « Cellier de Marrenon », eut pour mission d'embouteiller et de commercialiser leur production vinicole. Cette Union, qui s'est aujourd'hui ouverte à des vignerons indépendants, est présidée par Jean-Louis Piton et met en marché la plus grande partie des côtes-du-luberon. C'est l'entreprise la plus importante de la commune. Celle-ci fait partie de la communauté de communes Luberon-Durance depuis le 29 septembre 2000.

## Politique et administration

### Tendances politiques
L'électorat de La Tour-d'Aigues était un électorat historiquement classé plutôt à gauche, actuellement fragmenté en trois blocs (gauche, bloc présidentiel, extrême-droite), outre un bloc abstentionniste représentant invariablement au moins un quart des inscrits.

#### Élections municipales
De mars 1977 à mars 2008, Maurice Lovisolo (PS) est maire de La Tour d'Aigues pendant 31 années sur 5 mandats successifs.
Le 6 mars 2008, la liste menée par son fils, Jean-François Lovisolo, seule en lice, recueille 100% des suffrages exprimés (42,55% des inscrits). Ce dernier succède alors à son père au poste de maire.
Le 23 mars 2014, la liste menée par Jean-François Lovisolo recueille 60,86% des suffrages exprimés (45,45% des inscrits). Ce dernier est réélu maire pour un second mandat.
Le 15 mars 2020, les élections municipales se déroulent pendant la crise Covid, avec une abstention record de 51,33% des inscrits. La liste menée par Jean-François Lovisolo recueille 74,62% des suffrages exprimés (34,42% des inscrits). Ce dernier est réélu maire pour un troisième mandant. En 2022, il est contraint de quitter ses fonctions après avoir été élu député LREM de la cinquième circonscription du Vaucluse et avoir vainement proposé une loi permettant le cumul des fonctions de maire et de député , le conseil municipal élit pour le remplacer François-Xavier Guis-Spengler en 2023.

##### Cantonales
Le canton de Pertuis qui fait partie de la seconde série des cantons et a été renouvelé lors des élections cantonales de 2008. L'élection a eu lieu les 9 et 16 mars en même temps les élections municipales. Six candidats se sont présentés Maurice Lovisolo (PS), conseiller général sortant et maire sortant de La Tour-d'Aigues, Marie-Ange Conté (UMP), Stéphane Fabresse (MoDem), Pierre Goubert (FN), Remy Grangeon (PCF) et Thierry Liotard DVD.
Le 21 mars 2004 lors du premier tour, il y a eu 1 993 votants pour 3 164 inscrits soit une participation de 62,99 %(64,20 % pour le canton). Maurice Lovisolo (PS) est arrivé très nettement en tête avec 59,53 % des voix (43,66 % au niveau du canton), devant Marie-Ange Conté (UMP) avec 15,37 % (21,74 % pour le canton) et Remy Grangeon (PCF) avec 10,79 % (15,49 %).
Le second tour a eu lieu le 21 mars 2004. Il y a 1 729 votants pour 3 164 inscrits soit une participation de 54,65 % (58,99 % pour le canton). Maurice Lovisolo (PS) est très largement réélu avec 71,96 % des voix (62,31 % au niveau du canton) au détriment de Marie-Ange Conté (UMP) qui obtient 28,04 % des voix (38,69 % au niveau cantonal).
En 2021, le ticket Jean-François Lovisolo et Noelle Trinquier (BC-SOC) est élu au conseil départemental avec 69,36% des suffrages exprimés, face au RN recueille 30,64%.

##### Législatives
Aux élections législatives de 2007 pour la Deuxième circonscription de Vaucluse, le premier tour a vu Jean-Louis Joseph (PS) arriver en tête avec 33,45 % devant Jean-Claude Bouchet (UMP) avec 29,56 %, viennent ensuite Maurice Giro (Divers droite) avec 10,96 %, Nicole Bouisse (UDF) avec 7,74 % et Marie-Odile Ray (FN) avec 5,30 %, aucun autre candidat ne dépassant le seuil des 5 %. Le second tour a vu arriver en tête Jean-Louis Joseph avec 51,49 % (résultat circonscription : 44,72 %) contre 44,30 % pour Jean-Claude Bouchet (résultat circonscription : 55,28 %). Abstention quasiment identique à La Tour-d'Aigues avec respectivement 37,70 % et 37,13 % aux deux tours que dans la circonscription (37,93 % et 38,68 %).
Au second tour des élections législatives de 2024, pour la cinquième circonscription de Vaucluse, La Tour d'Aigues vote à  51,41% des exprimés pour la candidate du NFP (gauche) Céline CELSE, et à 48,59% pour la candidate du RN (extrême-droite) Catherine RIMBERT, qui sera élue.

#### Élections nationales
À l'élection présidentielle de 2007, le premier tour (abstention : 14,59 %) a vu se démarquer nettement en tête Nicolas Sarkozy (UMP) avec 29,90 %, suivi par Ségolène Royal (PS) avec 23,91 %, François Bayrou (UDF) avec 14,43 %, Jean-Marie Le Pen (FN) avec 13,76 % et Olivier Besancenot avec 4,40 %, aucun autre candidat ne dépassant le seuil des 2,5 %. Le second tour (abstention 12,82 %) a vu arriver en tête Nicolas Sarkozy avec 55,04 % (résultat national : 53,06 %) contre 44,96 % pour Ségolène Royal (résultat national : 46,94).
A l'élection présidentielle de 2022, le premier tour (abstention 22,17%) voit arriver en tête les trois candidatures d'Emmanuel Macron (LREM, 26,36%), Marine Le Pen (RN, 23,75%) et Jean-Luc Mélenchon ( LFI, 20,80%). Au second tour, La Tour d'Aigues vote 54,85% pour Emmanuel Macron et 45,15% pour Marine Le Pen.

##### Référendum
Au référendum sur la constitution européenne (scrutin du 29 mai 2005), sur 2 955 inscrits, 2 166 ont voté, ce qui représente une participation de 73,30 % du total, soit une abstention de 26,70 %. Il y a eu une forte victoire du non avec 1 191 voix (55,94 %), 938 voix (44,06 %) s'étant prononcées contre et 37 (1,71 %) étant des votes blancs ou nuls.

##### Européennes
À l'élection européenne de 2004, Michel Rocard (PS) avec 32,38 %, suivi par Françoise Grossetête (UMP) est arrivé en tête avec 14,15 %, Jean-Marie Le Pen (FN) avec 12,77 %, Jean-Luc Bennahmias (écologie) avec 9,92 %, Thierry Cornillet (UDF) avec 9,08 %, Patrick Louis (MPF) avec 4,92 % et Manuella Gomez (PCF) 4,69 % ; aucun autre candidat ne dépassant le seuil des 3,5 %.
À l'élection européenne de 2009, Françoise Grossetête (UMP) est arrivée en tête avec 25,20 %, suivie par Michele Rivasi (Europe Écologie) avec 19,28 %, Vincent Peillon (PS) avec 18,26 %, Jean-Marie Le Pen (FN) avec 9,42 %, Marie-Christine Vergiat (Front de Gauche) 7,30 %, Jean-Luc Bennahmias (Modem) avec 6,28 % et Raoul-Marc Jennar (NPA) avec 6,14 %; aucun autre candidat ne dépassant le seuil des 4,2 %. Le taux de participation a été de 44,39 %.
A l'élection européenne de 2024 (41,10% d'abstention) les listes arrivées au delà de 5% sont celles de Jordan Bardella (RN) 32,07% des exprimés, Raphael Glucksmann (DIV G) 16,70%, Valérie Hayer (Ensemble!) 15,86%, Manon Aubry (La France Insoumise) 8,10%, Marie Toussaint (EELV) 5,84% et Marion Maréchal (Reconquête) 5,16%.

#### Referundum européen
Au référendum européen sur le traité de Maastricht (scrutin du 20 septembre 1992), sur 2 470 inscrits, 1 838 ont voté, ce qui représente une participation de 74,31 %, soit une abstention de 25,69 %. Il y a eu une victoire du non avec 983 voix (55,13 %) contre 800 voix (44,87 %) qui se sont prononcées pour le oui, 55 votes (2,99 %) étant blancs ou nuls.

### Conseil municipal

Le conseil municipal élu en 2020 :
Vivre ensemble à La Tour d'Aigues
La Tour d'Aigues pour tous

De par sa taille, la commune dispose d'un conseil municipal de 27 membres (article L2121-2 du Code général des collectivités territoriales). Lors du scrutin de 2008 l'unique liste en présence Vivre ensemble à la Tour conduite par Jean-François Lovisolo, fils du maire sortant Maurice Lovisolo, obtient 1 348 voix soit 100 %, mais avec 30,37 % de blancs ou nul, pour une participation de 61,11 %.
Les élections municipales de 2020 reconduisent Jean-François Lovisolo au poste de maire. Il démissionne de son mandat en mars 2023 à la suite de son élection en tant que député de la 5e circonscription du Vaucluse.
Le conseil municipal élit pour le remplacer François-Xavier Guis-Spengler.

### Liste des maires
| Période                                  | Période   | Identité                 | Étiquette    | Qualité |
| ---------------------------------------- | --------- | ------------------------ | ------------ | --- |
| 1929                                     | ?         | Edward Berthezène        | SFIO         | Négociant Conseiller général du canton de Pertuis (1938 → 1940)                                                                 |
| Les données manquantes sont à compléter. |           |                          |              | |
| mai 1953                                 | mars 1977 | Henri Sauvecanne         |              | |
| mars 1977                                | mars 2008 | Maurice Lovisolo         | PS           | Directeur d'école Conseiller général du canton de Pertuis (1988 → 2015) Vice-président du conseil général de Vaucluse [Quand ?] |
| mars 2008                                | mars 2023 | Jean-François Lovisolo   | PS puis LREM | Cadre, ancien directeur de cabinet Conseiller départemental du canton de Pertuis (2015 → )                                      |
| mars 2023                                | En cours  | François-Xavier Spengler |              | |
| Les données manquantes sont à compléter. |           |                          |              | |

### Instances administratives et juridiques
La Tour-d'Aigues est une des quatorze communes du canton de Pertuis qui totalise 32 492 habitants en 2006. Le canton fait partie de l'arrondissement d'Apt depuis 1801 (sauf de 1926 à 1933 où ce fut Cavaillon) et de la cinquième circonscription de Vaucluse depuis 2010 (avant l'ordonnance no 2009-935 du 29 juillet 2009 elle appartenait à la deuxième circonscription de Vaucluse). La Tour-d'Aigues fait partie du canton de Pertuis depuis 1801 après avoir fait partie du canton de La Tour-d'Aigues de 1793 à 1801.
La commune fait partie de la juridiction d’instance d’Apt, mais du greffe détaché Pertuis, et de grande instance, de prud'homale, de commerce et d'affaires de Sécurité sociale d’Avignon.

### Intercommunalité
La Tour-d'Aigues fait partie de la communauté territoriale Sud Luberon (Cotelub) dont le siège se trouve à La Tour-d'Aigues au Parc d'activité du Revol.

### Politique environnementale

#### Environnement
Collecte et traitement des déchets des ménages et déchets assimilés et protection et mise en valeur de l'environnement dans le cadre de la communauté de communes Luberon-Durance.
La commune, de par la communauté de communes, fait partie du syndicat mixte intercommunautaire pour l'étude, la construction et l'exploitation d'unités de traitement des ordures ménagères de la région de Cavaillon (Sieceutom).
La commune fait partie du syndicat intercommunal à vocations multiples (SIVOM) Durance-Luberon qui est un établissement public de coopération intercommunale (EPCI) qui regroupe 21 communes des 23 communes (Lourmarin et Vaugines n'en font pas partie) des deux cantons de Pertuis et de Cadenet a pour compétence la distribution de l'eau et l'assainissement. Il a été créé en 1989 par transformation du syndicat intercommunal créé en 1946, mais qui n'avait comme compétence que la distribution de l'eau. Il comprend 42 membres (deux par commune). Son président est Maurice Lovisolo (vice-président du conseil général de Vaucluse). Le prix de l'assainissement est variable dans chaque commune (à cause de la surtaxe communale) alors que celui de l'eau est identique.

#### Risques divers sur la commune

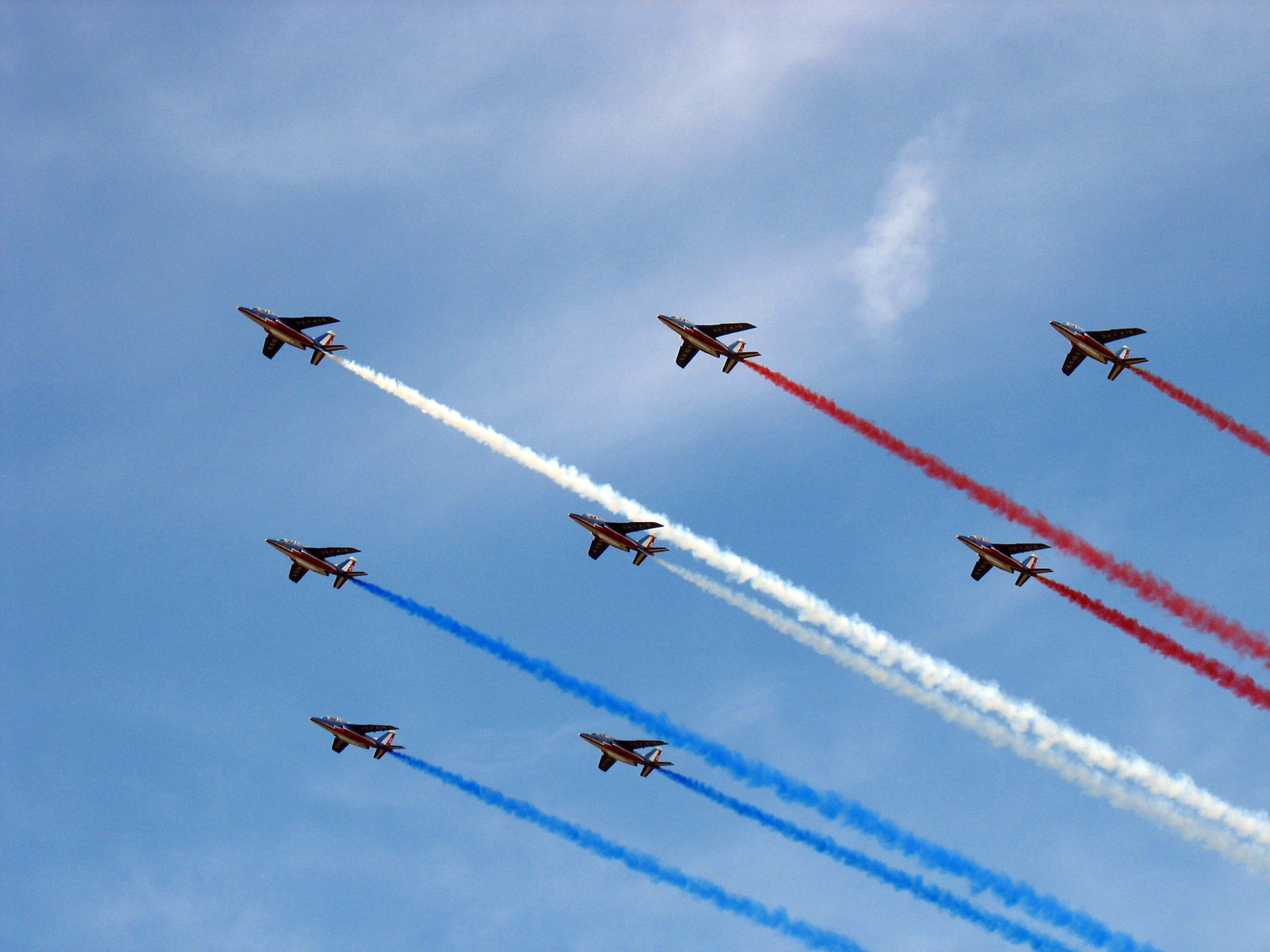
La PAF en formation diamant.

En plus des risques sismiques, d'inondations et de proximité du centre d'études nucléaires de Cadarache, la commune a deux autres risques :
- un troisième pipeline reliant les raffineries Fos-sur-Mer au centre de stockage de Manosque traverse la commune sur un axe ouest/est venant de Pertuis et partant sur Grambois[66],[67]. Des exercices de gestion de crise, en collaboration avec la société Arkema, ont lieu sur le tracé de ces pipelines d'éthylène ;
- au-dessus de la commune de La Tour-d'Aigues se trouvent les zones aériennes réglementées R101 (de 3 000ft au FL075)[68] et R71 (du FL075 au FL195)[69] dites zones de Salon. Ces zones servent d'école de pilotage aux pilotes militaires de l'École de l'air de la Base aérienne 701 Salon-de-Provence avec des Jodel D-140 mousquetaire, d'entrainement au pilotage sans visibilité (VSV) avec des D140 ou des Tucano (très bruyants), d'entrainement à la voltige avec des Cap 20 ainsi qu'aux passages des Alpha Jet de la Patrouille de France.

### Jumelages
- Berchidda (Italie) de la province de Sassari dans la région Sardaigne (3 177 hab) en 2002[70].

### Fiscalité
| Taxe                                                | part communale | Part intercommunale | Part départementale | Part régionale |
| --------------------------------------------------- | -------------- | ------------------- | ------------------- | -------------- |
| Taxe d'habitation (TH)                              | 12,36 %        | 0,19 %              | 7,55 %              | 0,00 %         |
| Taxe foncière sur les propriétés bâties (TFPB)      | 15,55 %        | 0,25 %              | 10,20 %             | 2,36 %         |
| Taxe foncière sur les propriétés non bâties (TFPNB) | 43,16 %        | 0,25 %              | 28,96 %             | 8,85 %         |
| Taxe professionnelle (TP)                           | 00,00 %        | 20,36 %             | 13,00 %             | 3,84 %         |

La part régionale de la taxe d'habitation n'est pas applicable.
La taxe professionnelle est remplacée en 2010 par la cotisation foncière des entreprises (CFE) portant sur la valeur locative des biens immobiliers et par la contribution sur la valeur ajoutée des entreprises (CVAE) (les deux formant la contribution économique territoriale (CET) qui est un impôt local instauré par la loi de finances pour 2010).

### Budget et fiscalité 2016
En 2016, le budget de la commune était constitué ainsi :
- total des produits de fonctionnement : 2 992 000 €, soit 682 € par habitant ;
- total des charges de fonctionnement : 2 441 000 €, soit 557 € par habitant ;
- total des ressources d'investissement : 2 285 000 €, soit 521 € par habitant ;
- total des emplois d'investissement : 1 719 000 €, soit 392 € par habitant ;
- endettement : 53 000 €, soit 12 € par habitant.

Avec les taux de fiscalité suivants :
- taxe d'habitation : 12,79 % ;
- taxe foncière sur les propriétés bâties : 16,02 % ;
- taxe foncière sur les propriétés non bâties : 43,16 % ;
- taxe additionnelle à la taxe foncière sur les propriétés non bâties : 0,00 % ;
- cotisation foncière des entreprises : 19,88 %.

Chiffres clés Revenus et pauvreté des ménages en 2014 : médiane en 2014 du revenu disponible, par unité de consommation : 21 967 €.

## Population et société

### Démographie
La population de La Tour-d'Aigues est assez stable entre 1793 et 1901, elle baisse légèrement à la suite des première et Seconde Guerre mondiales. Depuis entre 1975 et 1999 la population a fortement augmenté de 16 % entre 1975 et 1982, 33 % entre 1982 et 1990 et 16 % entre 1990 et 1999, avant de voir cette forte augmentation se ralentir au dernier recensement (+1,4 %). Durant cette période, cette forte croissance de 4 % annuels entre 1982 et 1990 est plus due au solde migratoire qu'au solde naturel. Un autre élément extérieur au département explique cette croissance : l'ouverture du centre d'études nucléaires de Cadarache le 14 octobre 1959 participa à cette croissance de population entre 1962 et 1990 mais aussi en 1962 des rapatriés d'Afrique du Nord.

#### Évolution démographique
L'évolution du nombre d'habitants est connue à travers les recensements de la population effectués dans la commune depuis 1793. Pour les communes de moins de 10 000 habitants, une enquête de recensement portant sur toute la population est réalisée tous les cinq ans, les populations de référence des années intermédiaires étant quant à elles estimées par interpolation ou extrapolation. Pour la commune, le premier recensement exhaustif entrant dans le cadre du nouveau dispositif a été réalisé en 2008.
En 2022, la commune comptait 4 375 habitants, en évolution de +3,16 % par rapport à 2016 (Vaucluse : +1,73 %, France hors Mayotte : +2,11 %).,,,
| 1793  | 1800  | 1806  | 1821  | 1831  | 1836  | 1841  | 1846  | 1851  |
| ----- | ----- | ----- | ----- | ----- | ----- | ----- | ----- | ----- |
| 2 296 | 2 200 | 2 286 | 2 475 | 2 470 | 2 312 | 2 244 | 2 300 | 2 379 |

| 1856  | 1861  | 1866  | 1872  | 1876  | 1881  | 1886  | 1891  | 1896  |
| ----- | ----- | ----- | ----- | ----- | ----- | ----- | ----- | ----- |
| 2 435 | 2 440 | 2 373 | 2 309 | 2 416 | 2 257 | 2 122 | 2 114 | 2 076 |

| 1901  | 1906  | 1911  | 1921  | 1926  | 1931  | 1936  | 1946  | 1954  |
| ----- | ----- | ----- | ----- | ----- | ----- | ----- | ----- | ----- |
| 2 000 | 1 883 | 1 874 | 1 824 | 1 980 | 1 832 | 1 862 | 1 813 | 1 897 |

| 1962  | 1968  | 1975  | 1982  | 1990  | 1999  | 2006  | 2008  | 2013  |
| ----- | ----- | ----- | ----- | ----- | ----- | ----- | ----- | ----- |
| 1 977 | 2 103 | 2 070 | 2 433 | 3 328 | 3 860 | 3 912 | 3 919 | 4 203 |

| 2018  | 2022  | - | - | - | - | - | - | - |
| ----- | ----- | - | - | - | - | - | - | - |
| 4 333 | 4 375 | - | - | - | - | - | - | - |

|                                | 1962-1968 | 1968-1975 | 1975-1982 | 1982-1990 | 1990-1999 | évolution 1962-1999 |
| Naissances                     | 171       | 210       | 138       | 282       | 396       | 1 197               |
| Décès                          | 144       | 164       | 209       | 277       | 352       | 1 146               |
| Solde naturel                  | 27        | 46        | -71       | 5         | 44        | 51                  |
| Solde migratoire               | 99        | -79       | 434       | 890       | 488       | 1 832               |
| Variation absolue population   | 126       | -33       | 363       | 895       | 532       | 1 883               |
| Taux natalité annuel pour 1000 | 14,10     | 14,40     | 8,80      | 12,60     | 12,40     |                     |
| Taux décès annuel pour 1000    | 11,90     | 11,30     | 13,40     | 12,40     | 11,00     |                     |
| ------------------------------ | --------- | --------- | --------- | --------- | --------- | ------------------- |
| Sources des données : Insee    |           |           |           |           |           |                     |

#### Pyramide des âges
En 2018, le taux de personnes d'un âge inférieur à 30 ans s'élève à 32,8 %, soit en dessous de la moyenne départementale (33,6 %). À l'inverse, le taux de personnes d'âge supérieur à 60 ans est de 29,9 % la même année, alors qu'il est de 28,4 % au niveau départemental.
En 2018, la commune comptait 2 057 hommes pour 2 276 femmes, soit un taux de 52,53 % de femmes, légèrement supérieur au taux départemental (52,03 %).
Les pyramides des âges de la commune et du département s'établissent comme suit.
| Hommes | Classe d’âge | Femmes |
| ------ | ------------ | ------ |
| 1,1    | 90 ou +      | 3,5    |
| 8,3    | 75-89 ans    | 11,2   |
| 18,3   | 60-74 ans    | 17,2   |
| 22,1   | 45-59 ans    | 21,4   |
| 15,2   | 30-44 ans    | 15,8   |
| 14,9   | 15-29 ans    | 13,9   |
| 20,1   | 0-14 ans     | 16,9   |

| Hommes | Classe d’âge | Femmes |
| ------ | ------------ | ------ |
| 0,8    | 90 ou +      | 1,9    |
| 8,3    | 75-89 ans    | 10,6   |
| 18,1   | 60-74 ans    | 19,1   |
| 20,3   | 45-59 ans    | 19,9   |
| 17,6   | 30-44 ans    | 17,6   |
| 16,1   | 15-29 ans    | 14,4   |
| 18,9   | 0-14 ans     | 16,4   |

#### Superficie et population
La ville de La Tour-d'Aigues a une superficie de 41,30 km2 et une population de 4 057 habitants, ce qui la classe :
| Rang                       | Superficie | Population | Densité |
| -------------------------- | ---------- | ---------- | ------- |
| France                     | 2520e      | 1750e      | 8202e   |
| Provence-Alpes-Côte d'Azur | 199e       | 206e       | 295e    |
| Vaucluse                   | 30e        | 20e        | 58e     |
| Arrondissement d'Apt       | 6e         | 9e         | 15e     |
| Canton de Pertuis          | 2e         | 3e         | 4e      |

### Enseignement
La Tour-d'Aigues dispose d'une école maternelle L'Orangerie, une école primaire Lucie-Aubrac et un collège Albert-Camus ainsi que l'établissement privé Notre-Dame qui accueille les élèves de la maternelle au collège. Les élèves poursuivent ensuite au lycée Val-de-Durance à Pertuis (enseignement général) ou lycée Alexandre-Dumas à Cavaillon soit lycée Alphonse-Benoit à L'Isle-sur-la-Sorgue (enseignements techniques).

### Sports
Plusieurs clubs sportifs à La Tour-d'Aigues :
Le club Arts, Sports et Loisirs en Pays d'Aigues propose comme activité sportive : l'aikido, le badminton, le judo, la gymnastique, le karaté-yoseikan, le Gi-Gong, la randonnée, le tir à l'arc (les archers du château) et le volley-ball.
Le basket-ball avec le Basket Club Sud Luberon, l'escalade avec les Grimpeurs du Sud Luberon, football l'US Touraine, le vélo avec le Cyclo Club Tourain.

### Santé
La commune est équipée d'un centre social, de plusieurs cabinets médicaux, et de deux pharmacies.

### Médias
La Tour-d'Aigues a d'abord bénéficié de la radio FM : Radio 2L (radio 2 Luberon) qui a émis sur 88.0 MHz de 1981 à 1988 (Studio principal à Ansouis et un autre à Pertuis), ensuite la radio a été absorbée par Radio Zinzine. En 2007, les Tourrains ont une web radio basée à La Tour-d'Aigues : RadioSudLuberon. En 2009, après sa disparition, les tourrains se sont tournés vers la webradio de Pertuis :StudFM. Studfm, dont la devise est « La radio en direct de Pertuis », a été créée par une association loi de 1901 : Mégalodon Diffusion sise à Pertuis (et déclarée le 22 juillet 2008 à la sous-préfecture d'Apt). Elle émet sur le Web depuis début 2009 et est animée par des bénévoles. Elle a de nombreux soutiens locaux : le GEPE (groupement des entreprises pertuisiennes et des environs), les vitrines de Pertuis (association des commerçants), la ville de Pertuis, le département de Vaucluse, mais aussi des commerces indépendants. Et depuis le 20 novembre 2010 StudFM émet également sur la fréquence 97,7 MHz et couvre les communes à l'ouest jusqu'à Rognes, au nord Cucuron, à l'est La Bastide des Jourdans et au sud Les Platanes.

### Cultes
L'église paroissiale de La Tour-d’Aigues dessert les communes avoisinantes de La Bastidonne, La Motte-d’Aigues, Peypin-d’Aigues et Saint-Martin-de-la-Brasque.
Tout proche, se trouvent deux lieux de cultes qui servent alternativement aux religions catholique, protestante et musulmane. Ce sont les chapelles de la Charité à Pertuis et de Notre-Dame de Beauvoir à Beaumont de Pertuis.

## Économie

### Revenus de la population et fiscalité des ménages
En 2007, le revenu fiscal médian par ménage était de 23 305 € pour 2 280 foyers fiscaux, seul 53,6 % de ces foyers sont imposés avec un revenu net de 35 354 € représentant un impôt moyen de 2 258 €,.

### Population active
La population âgée de 15 à 64 ans s'élevait en 2007 à 2 467 personnes (2 366 en 1999), parmi lesquelles on comptait 70,6 % d'actifs dont 63,7 % ayant un emploi et 6,8 % de chômeurs (contre 9,9 % en 1999). En 2007, 32,6 % des actifs ayant un emploi et résidant dans la commune travaillaient à La Tour-d'Aigues, 28,4 % dans une autre commune du département de Vaucluse, 37,5 % dans un autre département, principalement le département des Bouches-du-Rhône et 1,6 % dans une autre région.
La répartition par catégories socioprofessionnelles de la population active de La Tour-d'Aigues fait apparaître une sous-représentation des « cadres et professions intellectuelles » et « ouvriers » et une sur-représentation des « agriculteurs », des « artisans et commerçants » et des « employés » par rapport à la moyenne de la France métropolitaine.
Répartition de la population active par catégories socioprofessionnelles (recensement de 2007)
|                             | Agriculteurs | Artisans, commerçants, chefs d'entreprise | Cadres, professions intellectuelles | Professions intermédiaires | Employés | Ouvriers |
| --------------------------- | ------------ | ----------------------------------------- | ----------------------------------- | -------------------------- | -------- | -------- |
| La Tour-d'Aigues            | 5,5 %        | 12,8 %                                    | 11,2 %                              | 30,5 %                     | 25,2 %   | 14,8 %   |
| Moyenne nationale           | 2,1 %        | 5,9 %                                     | 15,8 %                              | 24,8 %                     | 28,5 %   | 22,9 %   |
| Sources des données : Insee |              |                                           |                                     |                            |          |          |

### Emploi
En 2007, on comptait 1 585 emplois dans la commune, contre 1 405 en 1999. Le nombre d'actifs ayant un emploi résidant dans la commune étant de 1 153, l'indicateur de concentration d'emploi est de 72,8 % (contre 73,1 % en 1999), ce qui signifie que la commune offre approximativement un emploi pour tous les tourrains actifs.
La répartition par secteurs d'activité des emplois à La Tour-d'Aigues fait apparaître l'importance des secteurs du commerce, des transports et des services. L'emploi tertiaire représente 69 % du total des emplois à La Tour-d'Aigues, contre plus de 75 % en France métropolitaine.
Répartition des emplois par domaines d'activité (recensement de 2007)
|                             | Agriculture | Industrie | Construction | Commerce, transports, services divers | Administration publique, enseignement, santé, action sociale |
| --------------------------- | ----------- | --------- | ------------ | ------------------------------------- | ------------------------------------------------------------ |
| La Tour-d'Aigues            | 7,6 %       | 8,5 %     | 12,7 %       | 29,1 %                                | 42,0 %                                                       |
| Moyenne nationale           | 3,1 %       | 14,8 %    | 6,8 %        | 45,1 %                                | 30,3 %                                                       |
| Sources des données : Insee |             |           |              |                                       |                                                              |

### Industrie
Le secteur secondaire se concentre sur une activité artisanale liée au bâtiment (électricité, plomberie, maçonnerie ou travaux publics), à l'entretien du matériel agricole et à l'approvisionnement du secteur viticole par une coopérative (CAPL).

### Tourisme
Comme l'ensemble des communes du Luberon, le tourisme joue un rôle, directement ou indirectement, dans l'économie locale.
On peut considérer trois principales sortes de tourisme en Luberon. Tout d'abord, le tourisme historique et culturel qui s'appuie sur un patrimoine riche des villages perchés ou sur des festivals. Ensuite, le tourisme détente qui se traduit par un important développement des chambres d'hôtes, de l'hôtellerie et de la location saisonnière, par une concentration importante de piscines et par des animations comme des marchés provençaux. Enfin, le tourisme vert qui profite des nombreux chemins de randonnées et du cadre protégé qu'offrent le Luberon et ses environs.
On trouve sur la commune hôtel, camping, chambres d'hôtes et gites.
L'office de tourisme se trouve au sein du château, qui accueille également le Musée départemental des faïences de La Tour-d'Aigues. Cet office intercommunal fait la promotion des 16 communes de la communauté des communes du Sud Luberon (CôtéLub).
La Tour-d'Aigues est au cœur d'une nouvelle destination touristique : le Luberon Côté Sud.

### Agriculture

#### Pomme de terre
En 2008, la confrérie de la pomme de terre de Pertuis est créée. Au dernier recensement de l'agriculture, en 1979, 111 hectares de pomme de terre étaient cultivés ici et Pertuis et sa région fournissaient plus de 10 % de la production de Vaucluse. Le 29 janvier 2010 la pomme de terre de pertuis devient une marque.
Appréciée pour sa valeur gustative et sa belle tenue au niveau de la conservation, elle possède des caractéristiques liées au terroir sableux-limoneux très favorable de la plaine de la Durance. Les variétés les plus cultivées sont Monalisa et Samba non lavée — ce qui en favorise la conservation. Elles sont produites dans la région de Pertuis, Cadenet, Lambesc, Peyrolles et conditionnées en sacs portant le logo officiel de la « Pomme de terre de Pertuis ».
La route gourmande de la pomme de terre de Pertuis parcourt tout le bassin de production de La pomme de terre de Pertuis : le Pays d'Aix-en-Provence, le Luberon et la vallée de la Durance.

#### Vignes
La commune produit des vins ayant quatre appellations reconnues par INAO, un AOC Luberon. Les vins qui ne sont pas en appellation d'origine contrôlée peuvent revendiquer, après agrément avoir le label indication géographique protégée (IGP) vin de pays d'Aigues. Ils peuvent être blanc, rosé, rouge. Les viticulteurs produisent aussi un autre label IGP les vins de Pays de Vaucluse qui peuvent être blanc, rosé, rouge. Mais également un autre label IGP vin de Pays Le Méditerranée qui peut être blanc, rosé, rouge. Le cellier de Marrenon produit des AOC luberon mais aussi des AOC ventoux, il produit aussi des vins bio sous l'appellation Organic by Marrenon.

#### Huile d'olive de Provence AOC
L'huile d'olive de Provence est protégée par une appellation d'origine contrôlée (AOC) à la suite d'une enquête diligentée par l'INAO, dont les conclusions ont été déposées auprès de la commission le 26 octobre 2006, réunie à Arles, et la signature du décret parut au Journal officiel le 14 mars 2007
Pour pouvoir postuler à l'AOC, l'huile d'olive de Provence doit être élaborée à base des variétés aglandau, bouteillan, cayon, salonenque ainsi que celles dénommées localement brun, cayet, petit ribier et belgentiéroise. Il faut au moins deux de ces variétés principales présentent au sein de l'oliveraie,.
Dans la commune de La Tour-d'Aigues quelques oliveraies répondent à ses critères.

#### Agneau de Sisteron

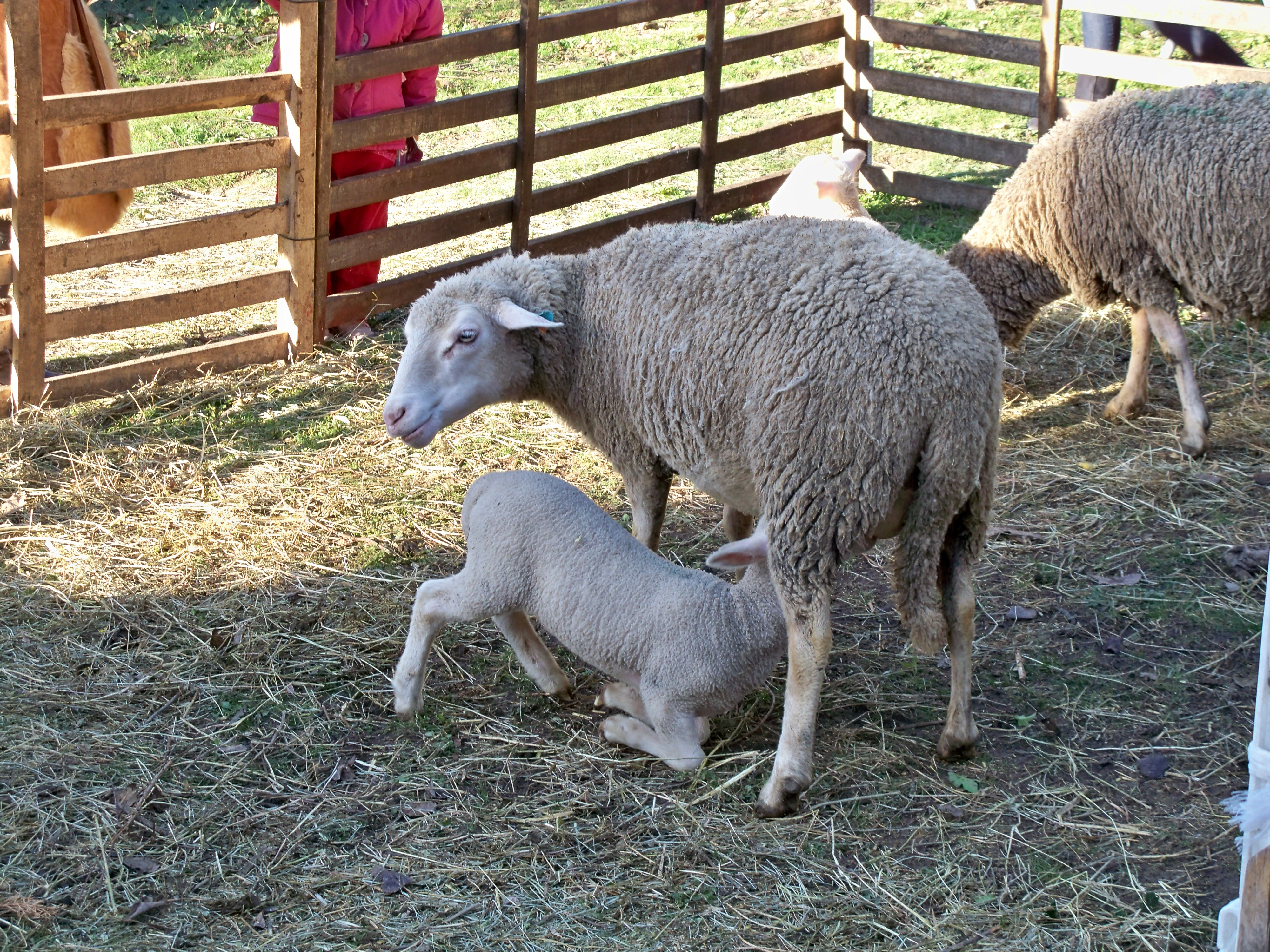
Agneau de Sisteron élevé sous sa mère.

L'agneau de Sisteron est un agneau élevé sous la mère et originaire des Alpes provençales et de la Drôme provençale pendant 60 jours minimum, ayant un âge compris entre 70 et 150 jours et pesant près de 13 à 19 kg. Issus d'élevages traditionnels, avec des mères de races Mérinos d'Arles, Mourérous ou Préalpes du Sud qui les allaitent au moins pendant deux mois, sur un espace pastoral comptant moins de 10 brebis à l'hectare et comportant au minimum 10 hectares de parcours, ces agneaux ont droit, sous le contrôle l'INAO, au label rouge agneau de Sisteron accordé par un décret gouvernemental en date du 3 janvier 2005,.
On en trouve à la Tour-d'Aigues dans l'élevage ovin et caprin de Séverine Cousin.

#### Cerises
À La Tour-d'Aigues sont cultivées des cerises ayant l'Indication géographique protégée : cerises du Ventoux à savoir que la cerise des coteaux du Ventoux se caractérise par sa production dans la zone des coteaux du Ventoux, par sa cueillette à maturité optimale et par son calibre moyen minimum garanti à 24 mm.

### Entreprises
Sept entreprises dépassent 1 500 000 € de chiffre d'affaires en 2009. Union Vigneron Côtes du Luberon (Commerce de gros (commerce interentreprises) de boissons) crée le 1er avril 1986, SCA Valdeze (Vinification) immatriculée le 9 septembre 2002, Provence Impressions (Travaux de revêtement des sols et des murs) crée le 14 novembre 2000, - Gualchierotti automobiles (Commerce de voitures et de véhicules automobiles légers) crée le 28 mai 1983, Les jeunes Charpentiers (Travaux de menuiserie bois et pvc) crée le 2 mai 1988 avec un chiffre d'affaires 2 788 775 €, Vitifruits (Commerce de gros (commerce interentreprises) de fruits et légumes) immatriculée le 25 octobre 2002 et SARL Fabre (Travaux de maçonnerie générale et gros œuvre de bâtiment) crée le 1er novembre 1981.
| Société                                | Chiffre d'affaires | Chiffre d'affaires | Chiffre d'affaires    | Bénéfice Net | Bénéfice Net | Bénéfice Net          | Emploi | Emploi |
| -------------------------------------- | ------------------ | ------------------ | --------------------- | ------------ | ------------ | --------------------- | ------ | ------ |
|                                        | 2009               | 2008               | Variation sur 12 mois | 2009         | 2008         | Variation sur 12 mois | 2009   | 2008   |
| Union Vigneron Côtes du Luberon (UVCL) | n.c.               | 30 460 000         |                       | n.c.         | 320 000      |                       | n.c.   | 50     |
| Valdèze                                | 8 760 000          | 9 610 000          | -8,84 %               | 40 000       | 110 000      | -63,64 %              | n.p.   | n.p.   |
| Provence Impressions                   | 4 587 000          | 4 201 000          | +9,19 %               | 23 000       | −154 000     | +114,94 %             | 27     | 31     |
| Gualchierotti automobiles              | 2 958 000          | 2 749 000          | +7,60 %               | 44 000       | 89 000       | +102,27 %             | 16     | 15     |
| Les jeunes Charpentiers                | 2 788 000          | 3 183 000          | -12,41 %              | 48 000       | 24 000       | +100,00 %             | 19     | 19     |
| Vitifruits                             | 1 635 000          | 1 883 000          | -13,17 %              | −190 000     | −8 000       | -2 275,00 %           | n.p.   | n.p.   |
| SARL Fabre                             | 1 606 000          | 1 444 000          | +11,22 %              | −87 000      | 73 000       | +19,18 %              | n.p.   | n.p.   |

NOTE : n.p = non précisé, n.c. = non communiqué

## Culture locale et patrimoine

### Lieux et monuments
- Parc naturel régional du Luberon.

Patrimoine religieux :

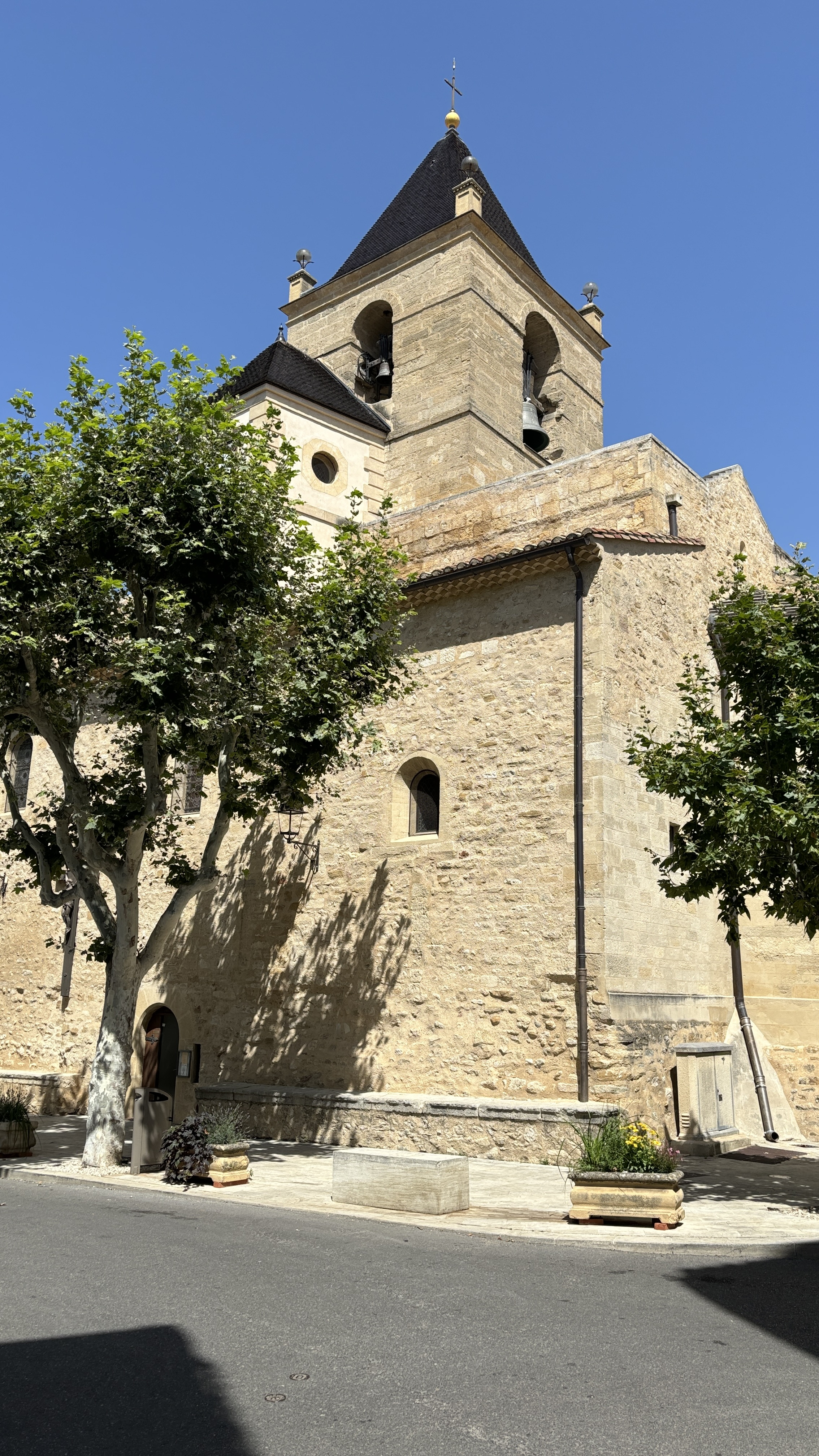
Église Notre-Dame de Romégas

- Église Notre-Dame de Romégas[139] du XIIIe au XVIIIe siècle, classée depuis le 5 décembre 1984[140].
- Couvent d'Observants Notre-Dame-de-Grâce-du-Tourel[141].
- Chapelles :
  - Chapelle Notre-Dame-de-Pitié[142].
  - Chapelle de Pénitents Blancs[143].
  - Chapelle Saint-Christophe[144],[145].
- Monument aux morts[146],[147].

Couvent d'Observants Notre-Dame-de-Grâce-du-Tourel
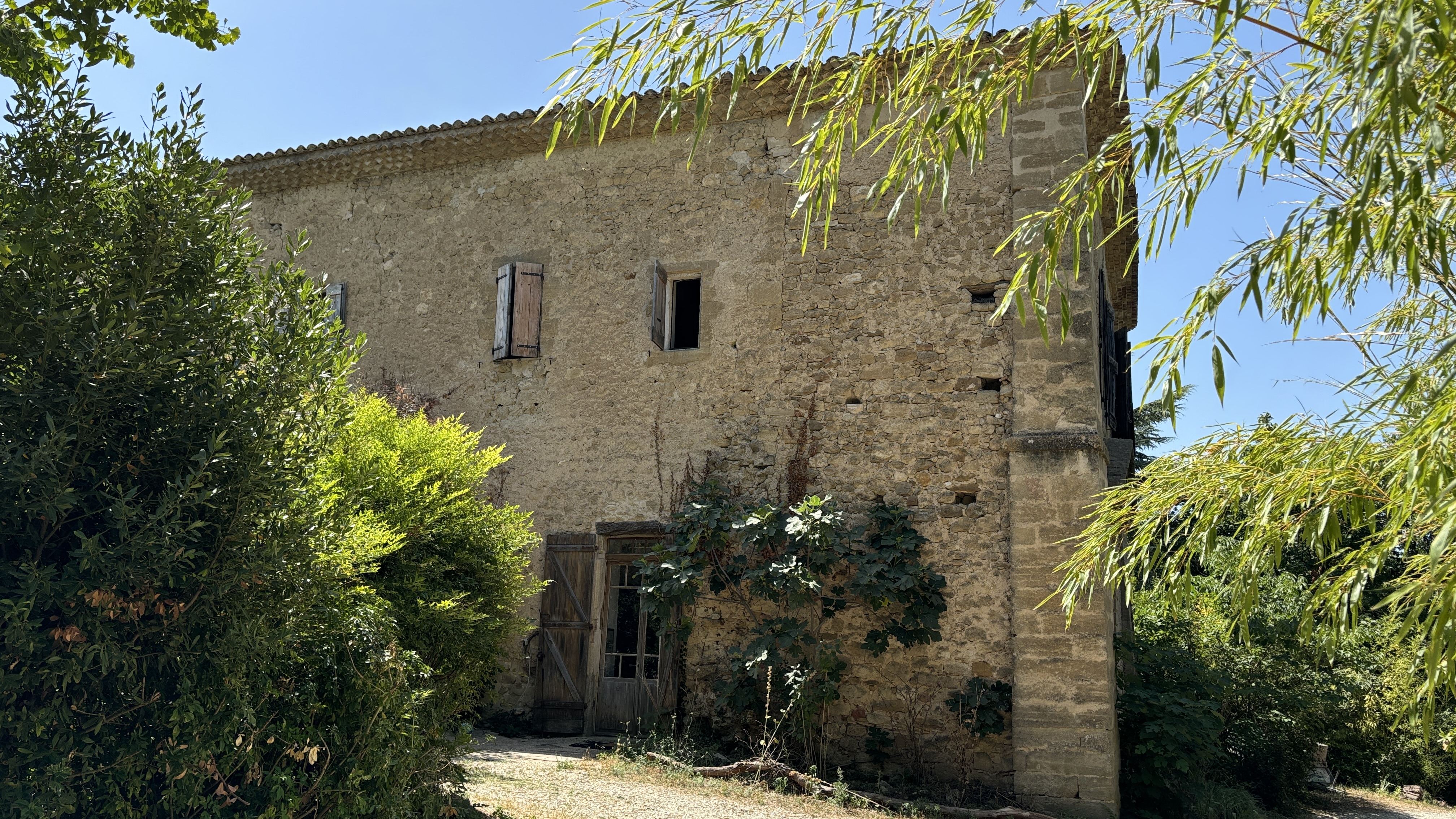
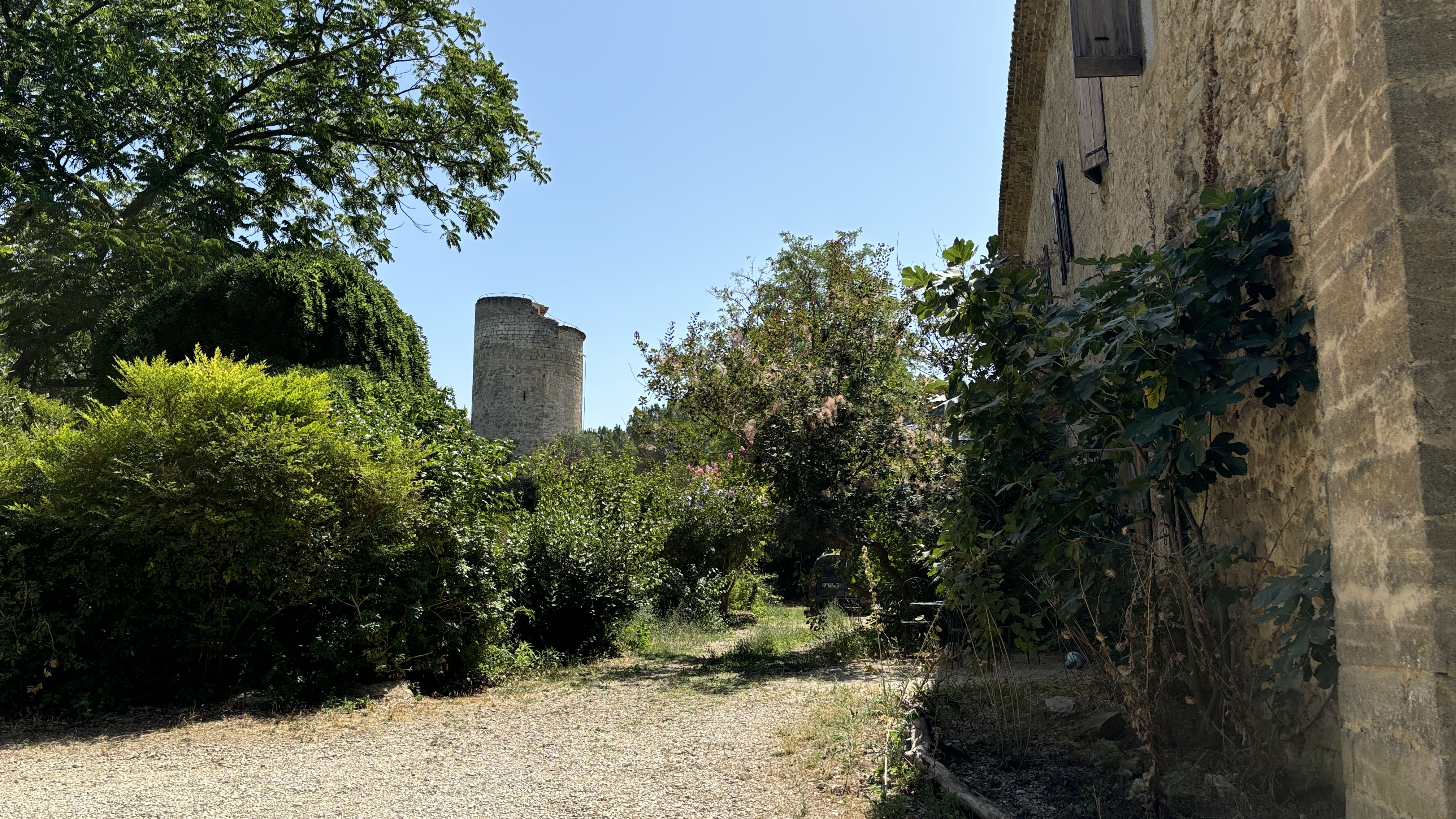
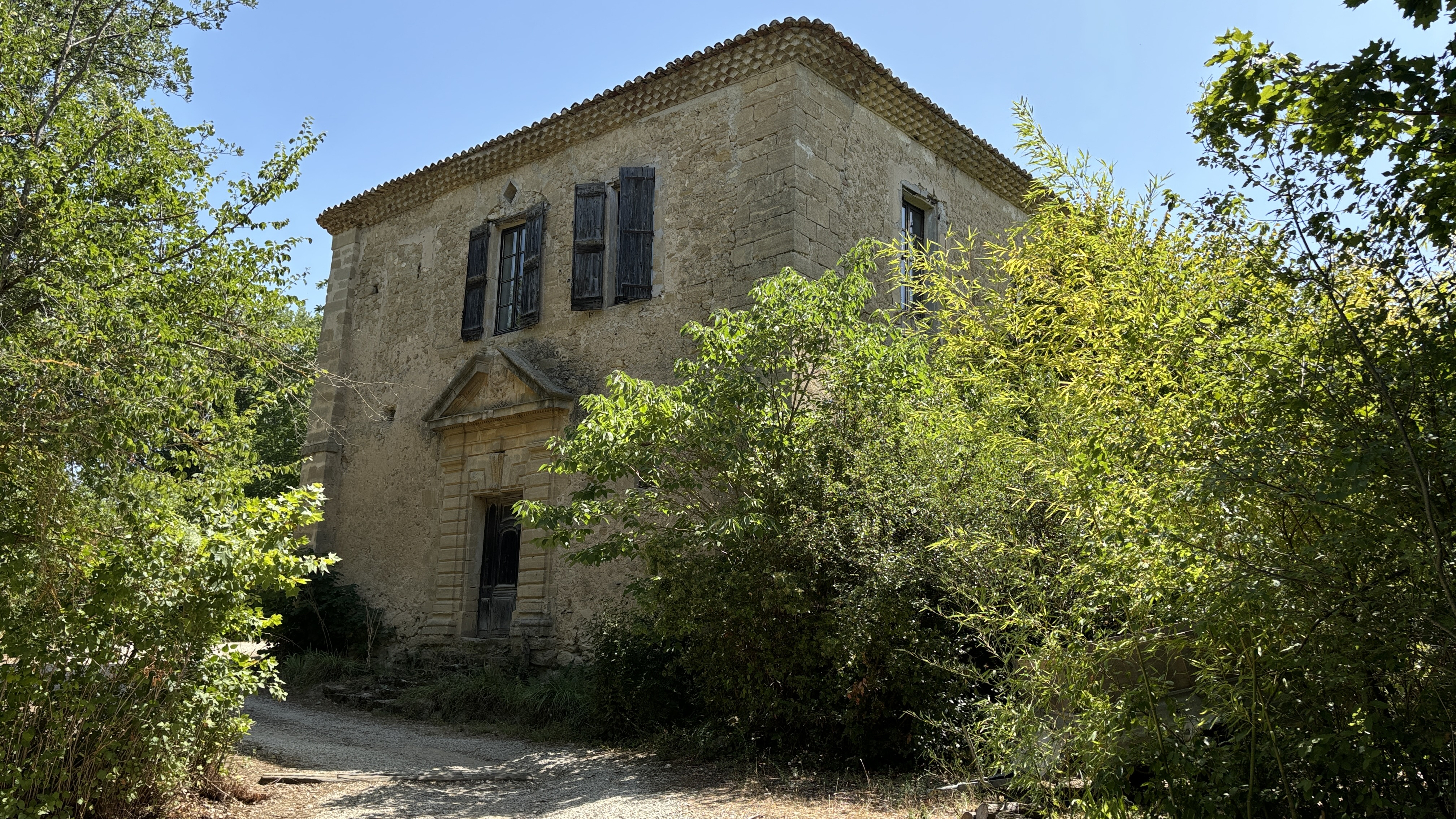

Patrimoine civil :

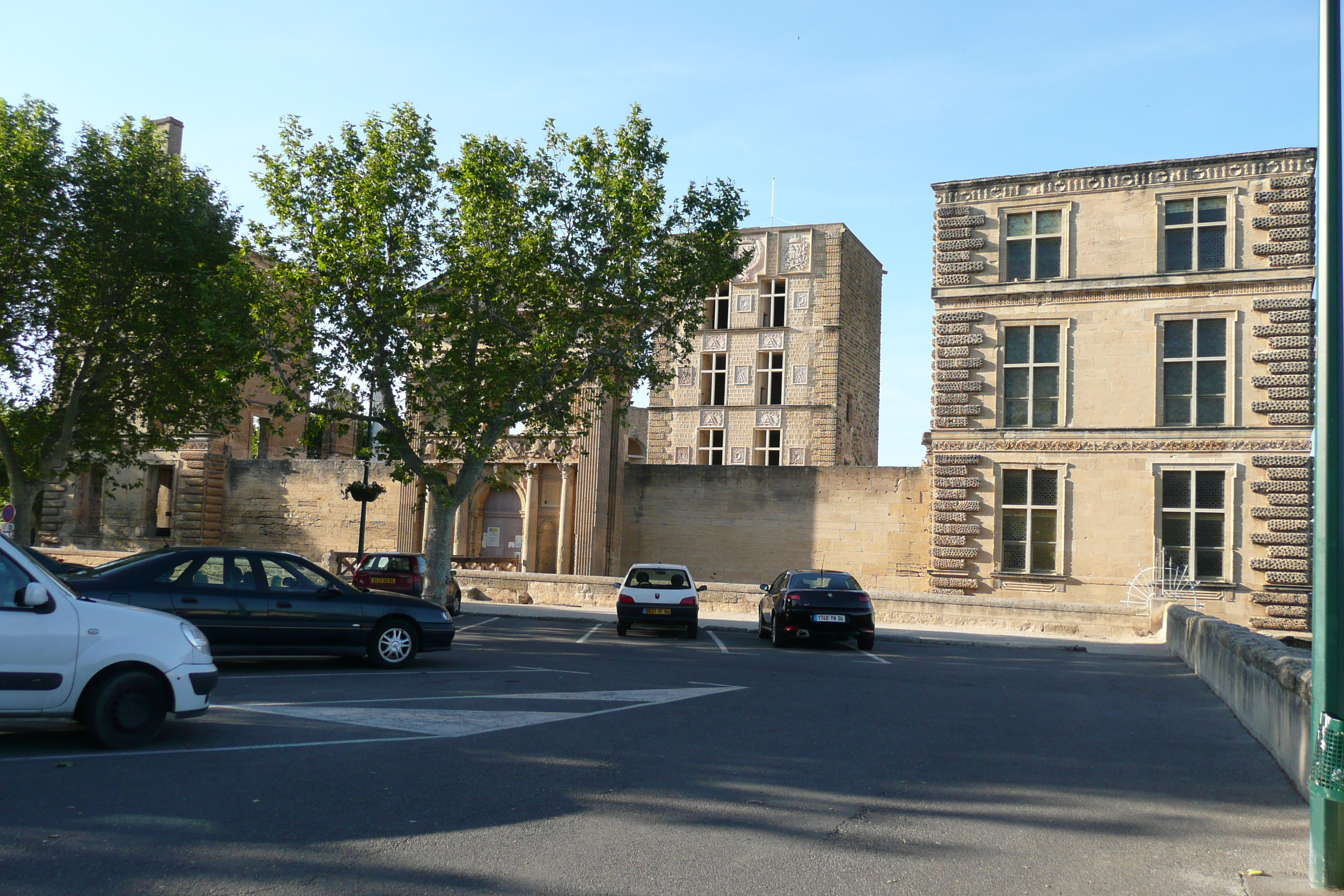
Vue d'ensemble du château de La Tour-d'Aigues.

- Château de La Tour-d'Aigues[148],[149],[150],[151] (entièrement rénové aux XVIe et XVIIe siècles, il a brûlé avant la Révolution). Il s'honore d'avoir reçu en 1579 Catherine de Médicis. Le château est classé depuis le 21 décembre 1984[152].
- Musée de la faïence dans les caves du château. C'est fortuitement qu'on a retrouvé, au cours de travaux réalisés dans les caves du château, une grande quantité de céramiques vernissées, base de cette collection. Pour l'essentiel, il s'agit de pièces blanches ou polychromes, réalisées dans la fabrique de Jérôme Bruny à La Tour-d'Aigues entre 1750 et 1785. En contrepoint, des porcelaines européennes (Delft, Moustiers, Marseille) et asiatiques (Chine, Japon) du XVIIIe siècle, des médaillons en marbre du XVIe siècle et des carreaux de pavement en terre cuite émaillée (XVIIe-XVIIIe siècles) viennent éclairer cette présentation.

Le château de La Tour-d'Aigues est un lieu d'exposition. En 2010, du 10 septembre au 27 novembre, il a accueilli les œuvres de Léon Sagy, dont ses vases et objets décoratifs en terres mêlées, marbrées et flammées.
- Maison d'Estienne du Bourguet[154] construite de 1658 à 1671, avec peintures murales du XVIIe siècle, classée depuis le 11 novembre 1998[155].
- Maison noble[156] du XVIe siècle, classée depuis le 11 octobre 1929[157].

### Patrimoine agricole
- Coopératives :
  - Coopérative Agricole[158].
  - Coopérative vinicole dite la Vigneronne Touraine[159].
  - Coopérative agricole fruitière dite Vitifruits[160].
  - Coopérative vinicole dite les Coteaux[161].
- Moulin à huile[162].
- Cabane dite borie[163].
- Colombier[164].

### Vie locale
- Tous commerces sur place et proximité de Pertuis.
- Marché le mardi et marché paysan le jeudi.

### Culture
Il y a une bibliothèque municipale dans le centre-ville, un bibliobus desservant la commune et une association « Les amis du Livre ». Le village est l'un des rares à avoir en ses murs une maison d'édition d'importance nationale, les « Éditions de l'Aube », qui éditent, entre autres, Václav Havel et le prix Nobel de littérature Gao Xingjian.

### Animations
- Mai : marché potier le 1er mai.
- Juin : Marché les artisans du goût - Fête de la Saint-Jean.
- Juillet : Vides greniers - concours de boules - fête votive.
- Juillet/août : festival du Luberon.
- Août : foire à la brocante.
- Septembre : journée des associations.
- Octobre : journée des sports.
- En octobre ou novembre se dispute depuis 1997 le Marathon de Provence-Luberon[167] qui comporte plusieurs épreuves : marathon (individuel et en duo), semi-marathon (21 km), 10 km et randonnée. Après avoir débuté en 1997 avec 1 010 concurrents et culminé à 4 000 concurrents en 2004, l'édition 2010 a accueilli 3 111 concurrents et a été parrainée par deux champions Dominique Chauvelier et David Antoine[168].
- Décembre : foire à la truffe et marché de Noël.

### Personnalités liées à la commune
- Jean-Baptiste Jérome Bruny de la Tour-d'Aigues (1714-1785), armateur marseillais ;
- Victor d'Hupay (La Tour-d'Aigues, 1746 - Fuveau, 1818), penseur, philosophe et écrivain ;
- Louis Rouffe (La Tour-d'Aigues, 1849 - Marseille, 1885), mime ;
- Paul Eyssavel, écrivain provençal dont la maison demeure au centre du village ;
- Gustave Delestrac, ancien député de Vaucluse, décédé à La Tour-d'Aigues en 1933.

### Héraldique
| Blason de La Tour-d'Aigues | Les armes peuvent se blasonner ainsi : D'azur, à une bande d'or coupée d'argent, à un bouc de gueules,. |